# Arte celtica
L'arte celtica è associata ai popoli conosciuti come Celti, cioè parlanti lingue celtiche, in Europa, dalla preistoria fino al periodo moderno, e ai popoli antichi la cui lingua è incerta ma aventi somiglianze culturali e stilistiche con i Celti.
"Arte celtica" è termine difficile da definire, poiché copre un arco temporale, oltre che geografico e culturale, molto vasto. Si ipotizza una continuità di forme e stili con l'arte europea dall'Età del bronzo e del precedente Neolitico ma gli archeologi generalmente usano "celtico" per riferirsi alla cultura dell'età del ferro europea dal 1000 a.C. fino alla conquista da parte dell'Impero Romano della maggior parte del territorio interessato, mentre gli storici dell'arte tipicamente iniziano a parlare di "arte celtica" dal periodo di La Tène (V-I secolo a.C. circa) in poi. Questa arte celtica antica in Gran Bretagna si protrasse fino al 150 d.C. circa. L'Arte altomedievale della Gran Bretagna e dell'Irlanda, con i suoi capolavori quali il Libro di Kells, è ciò che la maggior parte del pubblico oggi considera come "arte celtica" (spec. per il mondo anglosassone) ma si tratta in realtà della c.d. "Arte insulare" o arte celtica medievale. Questa è la parte più nota ma non certo l'unica dell'arte celtica dell'alto medioevo ed include anche l'arte dei Pitti di Scozia, una popolazione non celtica.
Entrambi gli stili assorbirono notevoli influenze da fonti non celtiche, ma conservarono una preferenza per la decorazione geometrica rispetto ai soggetti figurativi, che sono spesso estremamente stilizzati quando appaiono; le scene narrative appaiono solo sotto l'influenza esterna. Sono caratteristiche forme circolari energiche, triscele e spirali. Gran parte del materiale superstite è in metallo prezioso che senza dubbio fornisce un'immagine molto poco rappresentativa ma a parte le c.d. "Pietre pitte" e le "Alta croce" insulari, la grande scultura monumentale, anche con intagli decorativi, è molto rara. Forse le poche figure maschili in piedi trovate, come il Guerriero di Hirschlanden e il cosiddetto "Signore di Glauberg", erano originariamente di legno.
Rientra nel termine è anche l'arte visiva del c.d. "Celtic Revival" (nel complesso più notevole per la letteratura) dal XVIII secolo all'era moderna, che iniziò come uno sforzo consapevole dei Celti moderni, principalmente nelle isole britanniche, per esprimere se stessi -identificazione e nazionalismo, e divenne popolare ben oltre le nazioni celtiche, e il cui stile è ancora attuale in varie forme popolari, dai monumenti funerari della croce celtica ai tatuaggi intrecciati. In concomitanza con l'inizio di una comprensione archeologica coerente dei periodi precedenti, lo stile utilizzava consapevolmente motivi copiati da vicino dalle opere dei periodi precedenti, più spesso l'Isola che l'età del ferro. Un'altra influenza fu quella della tarda arte "vegetale" di La Tène sul movimento Art Nouveau.
Tipicamente, l'arte celtica è ornamentale, evita le linee rette e usa solo occasionalmente la simmetria, senza l'imitazione della natura centrale nella tradizione classica, che spesso coinvolge un simbolismo complesso. L'arte celtica ha utilizzato una varietà di stili e ha mostrato influenze di altre culture nei loro nodi, spirali, motivi chiave, lettere, zoomorfi, forme vegetali e figure umane.

## Contesto culturale

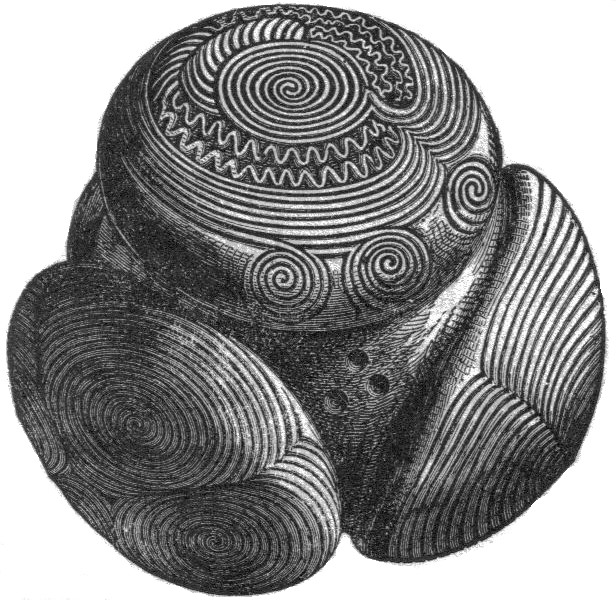
Sfera di pietra scolpita da Towie (Aberdeenshire) - 3200-2500 a.C. circa.

Gli antichi popoli ora chiamati "Celti" parlavano un gruppo di lingue che avevano un'origine comune nella lingua indoeuropea nota come Celtico Comune o Proto-Celtico. Questa origine linguistica condivisa era un tempo ampiamente accettata dagli studiosi per indicare i popoli con un'origine genetica comune nell'Europa sud-occidentale, che avevano diffuso la loro cultura attraverso l'emigrazione e l'invasione. Gli archeologi hanno identificato vari tratti culturali di questi popoli, inclusi stili artistici, e hanno fatto risalire la cultura alla precedente Cultura di Hallstatt (1200 a.C. - 500 a.C.) e alla Cultura di La Tène (450 - 50 a.C.). Studi genetici più recenti hanno indicato che i vari gruppi celtici non hanno tutti discendenza condivisa e hanno suggerito una diffusione della cultura senza necessariamente coinvolgere significativi movimenti di popoli. La misura in cui la lingua, la cultura e la genetica "celtiche" hanno coinciso e interagito durante i periodi preistorici rimane molto incerta e controversa.
L'arte celtica è associata ai popoli conosciuti come Celti; coloro che parlavano le lingue celtiche in Europa dalla preistoria fino al periodo moderno, così come l'arte di popoli antichi la cui lingua è incerta, ma hanno somiglianze culturali e stilistiche con i parlanti delle lingue celtiche.
Il lemma "Celti" (greco antico Κελτοι; latino Celtae) era usato in epoca classica come sinonimo per i Galli. La sua forma inglese moderna è attestata dal 1607. Alla fine del XVII secolo, il lavoro di studiosi come Edward Lhuyd ha portato l'attenzione accademica i legami tra la lingua gallica e le lingue brittoniche e goideliche, allargando l'areale celtico agli antichi popoli d'Irlanda e Gran Bretagna. Nel XVIII secolo l'interesse per il "primitivismo", latore del mito del "nobile selvaggio", portò un'ondata di entusiasmo per tutto ciò che era "celtico" e/o "druidico". La c.d. "Rinascita irlandese" arrivò dopo il Catholic Emancipation Act del 1829 come tentativo consapevole di dimostrare un'identità nazionale irlandese, e con la sua controparte in altri paesi divenne successivamente la "rinascita celtica".

## Caratteri generali: un'arte "decorativa"
L'arte celtica è, insieme a quella iberica e a quella scitica, una delle tre civiltà artistiche non classiche che si possono riconoscere nell'antica Europa continentale.

L'arte iberica non superò mai lo stadio barbarico e, dopo aver assorbito elementi fenici e greci, si esaurì nell'arte provinciale di età romana. L'arte scitica ebbe un'enorme area di diffusione, toccando a oriente l'arte cinese e quella celtica ad occidente, giungendo, nell'alto Medioevo, ad influire sull'arte nordico-germanica dell'età delle migrazioni. Gli Sciti elaborarono lo stile animalistico eurasiatico, una categoria artistico-storica a sé contro la quale la sola arte greca rimase impenetrabile, ma la loro arte fu sempre "periferica" rispetto all'Europa. L'arte celtica ebbe invece da subito una importanza storica europea, inserendosi poi nell'arte delle province romane e nell'arte "barbarica" nordico-germanica, costituendo quindi il primo grande contributo barbarico all'arte europea.
Tipicamente, l'arte celtica è arte ornamentale che offre le sue opere più spettacolari nel campo della decorazione, evita le linee rette (pur presenti nella sua fase embrionale) e usa solo occasionalmente la simmetria, senza l'imitazione della natura centrale nella tradizione classica, che spesso coinvolge un simbolismo complesso. L'arte celtica ha utilizzato una varietà di stili e ha mostrato influenze di altre culture nei loro nodi, spirali, motivi chiave, lettere, zoomorfi, forme vegetali e figure umane. Come ha affermato l'archeologa Catherine Johns: «Comune all'arte celtica in un ampio arco cronologico e geografico è uno squisito senso di equilibrio nella disposizione e nello sviluppo dei modelli. Le forme curvilinee sono disposte in modo che le aree e gli spazi pieni, positivi e negativi, formino un insieme armonioso. Il controllo e la moderazione sono stati esercitati nell'uso della texture superficiale e del rilievo. Modelli curvilinei molto complessi sono stati progettati per coprire con precisione le superfici più scomode e di forma irregolare.» Le influenze scite e mediterranee portarono i primi motivi vegetali dell'arte celtica; questi sono stati poi deformati, aumentati con motivi celtici che probabilmente assumevano un carattere sacro o spirituale (come il triscele) prima di essere fusi in composizioni ammirevoli e complesse che restituiscono un'immagine diversa a seconda che vengano osservate in dettaglio o in genere.
I Celti usavano separatamente o insieme bronzo, foglia d'oro, ambra baltica, corallo mediterraneo e argento. La smaltatura lateniana ha portato una tecnica originale: l'applicazione a caldo di vetri colorati e opachi di colore rosso sui metalli, probabilmente in sostituzione del corallo proveniente dal Mediterraneo di difficile ottenimento. Di tutte le arti praticate dagli antichi Celti, l'oreficeria rappresenta probabilmente il loro ambito di predilezione: è comunque l'area più ricca di arte celtica scoperta fino ad oggi. Motivi propriamente celtici, come il triscele, e la loro combinazione intrecciata furono rivelati da quest'arte. Tra i pezzi decorati più belli che sono stati conservati ci sono un certo numero di elmi cerimoniali, risalenti al IV-III secolo a.C., come il c.d. "Elmo di Agris".

## Storia ed evoluzione stilistica

### Periodo pre-celtico
La prima cultura archeologica convenzionalmente chiamata celtica, la Cultura di Hallstatt (da "Hallstatt C" in poi), proviene dalla prima Età del ferro europea (800-450 a.C.). Nondimeno, l'arte di questo periodo e di quelli successivi riflette una notevole continuità e alcune corrispondenze a lungo termine con l'arte precedente delle stesse regioni che riflettono l'enfasi oggi rivolta alla "celticizzazione" in opposizione a vecchie teorie di migrazioni e invasioni. L'arte megalitica in gran parte del mondo utilizza un vocabolario misterioso simile di cerchi, spirali e altre forme curve ma è sorprendente che i resti più numerosi in Europa, forse i più importanti in assoluto, siano i grandi monumenti dai molti disegni rupestri della neolitica Cultura della valle del Boyne in Irlanda, a poche miglia dai grandi centri produttori dell'arte tardo-celtica altomedievale che fiorirono 4.000 anni dopo. Altri centri megalitici come la Bretagna si trovano in aree oggi definite celtiche. Altra corrispondenza è quella tra le lunule d'oro e i grandi collari dell'Irlanda e dell'Europa dell'Età del bronzo e le torque dei Celti dell'Età del ferro, tutti ornamenti elaborati indossati al collo. Le terminazioni a forma di tromba di vari tipi di gioielli irlandesi dell'età del bronzo ricordano anche motivi popolari nella successiva decorazione celtica.

### Età del ferro - Arte celtica primitiva (Hallstatt)

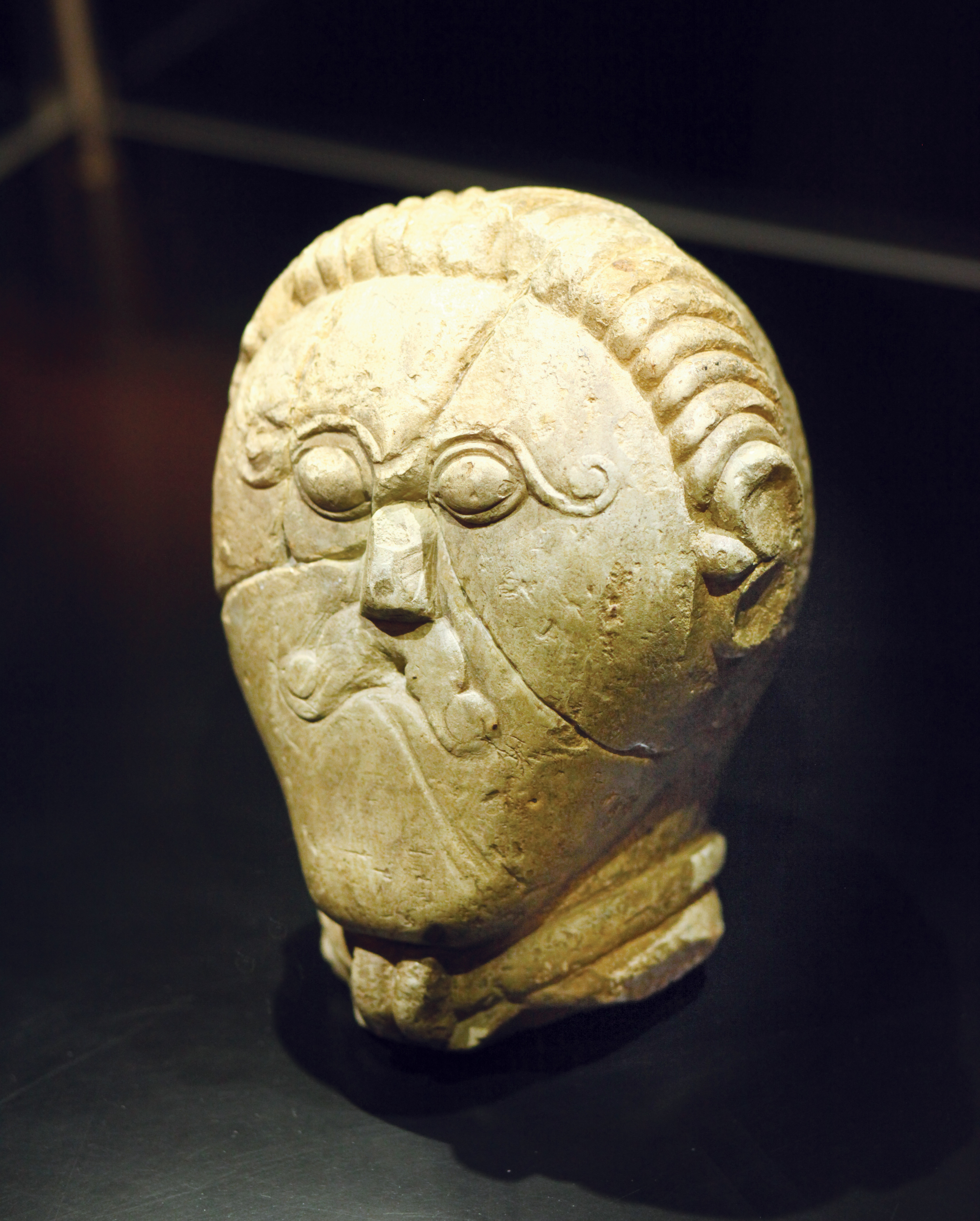
Testa di pietra proveniente da Mšecké Žehrovice, Repubblica Ceca, che indossa un torc, tarda cultura di La Tène

La cultura di Hallstatt, fiorita contemporaneamente all'arte greca arcaica, ha prodotto arte con ornamenti geometrici a linee rette e rettangoli piuttosto che curve. Lo schema è spesso intricato e riempie tutto lo spazio disponibile, come negli stili celtici successivi. I linguisti generalmente concordano che la cultura di Hallstatt originò da persone di lingue celtiche ma gli storici dell'arte sono divisi circa la "celticità" dell'arte hallstattiana: per taluni non sarebbe celtica per altri invece sono già evidenti caratteri d'incontestabile unità manifestanti le tendenze artistiche dei Celti.
A differenza della cultura rurale degli abitanti dell'età del ferro delle moderne "nazioni celtiche", la cultura celtica continentale nell'età del ferro presentava molti grandi insediamenti fortificati, alcuni molto grandi, per i quali ora viene usata la parola latina Oppidum (it. "città"). Le élite di questi oppida avevano una considerevole ricchezza e importavano oggetti grandi e costosi dalle culture vicine, alcuni dei quali sono stati recuperati dalle tombe. Un famoso esempio è il c.d. "Cratere di Vix", un enorme cratere di bronzo per la miscelazione del vino (capacità 1.100 litri), trovato nella "Tomba di Vix" (Borgogna) realizzato in Magna Grecia alcuni decenni prima del deposito, intorno al 530 a.C. Un altro enorme vaso greco nella "Tomba di Hochdorf" (Germania) è decorato con tre leoni sdraiati che giacciono sul bordo: uno dei tre è di manifattura celtica, una sostituzione che emula lo stile dell'originale greco. Le forme caratteristiche della cultura di Hallstatt si possono inoltre trovare lontano dalla principale area culturale dell'Europa centrale come l'Irlanda ma mescolate con tipi e stili locali. Crescendo la ricchezza della società di Hallstatt e l'estensione della sua rete commerciale, giunta fino al Mediterraneo nonostante il centro d'origine fosse completamente chiusa al mare, cominciarono ad apparire oggetti importati in stili radicalmente diversi, comprese le sete cinesi.
Gli stilemi decorativi comprendono figure di animali e umani, specialmente nelle opere con un elemento religioso. Tra gli oggetti più spettacolari ci sono i "carri di culto" in bronzo: grandi carrelli a ruote (alcuni trovati nelle tombe) contenenti gruppi affollati di figure in piedi, talvolta con una grande ciotola montata su un albero al centro della piattaforma, probabilmente per le offerte agli dèi. Le figure sono modellate in modo relativamente semplice, prive del naturalismo anatomico che caratterizza le culture meridionali, ma spesso ottenendo un effetto impressionante. Ci sono anche un certo numero di singole figure di pietra, spesso con una "corona di foglie" - due sporgenze arrotondate piatte, «simili a un paio di virgole gonfie», che s'alzano dietro e ai lati della testa, probabilmente un segno di divinità. Le teste umane da sole, senza corpo, sono molto più comuni, spesso appaiono in rilievo su tutti i tipi di oggetti. Nel periodo di La Tène spesso i volti (insieme alle teste degli uccelli) emergono da decorazioni che a prima vista sembrano astratte, o vegetali. I giochi vengono giocati con volti che cambiano quando vengono visualizzati da direzioni diverse. Nelle figure che mostrano tutto il corpo, la testa è spesso troppo grande. Ci sono prove che la testa umana avesse un'importanza speciale nelle credenze religiose celtiche.

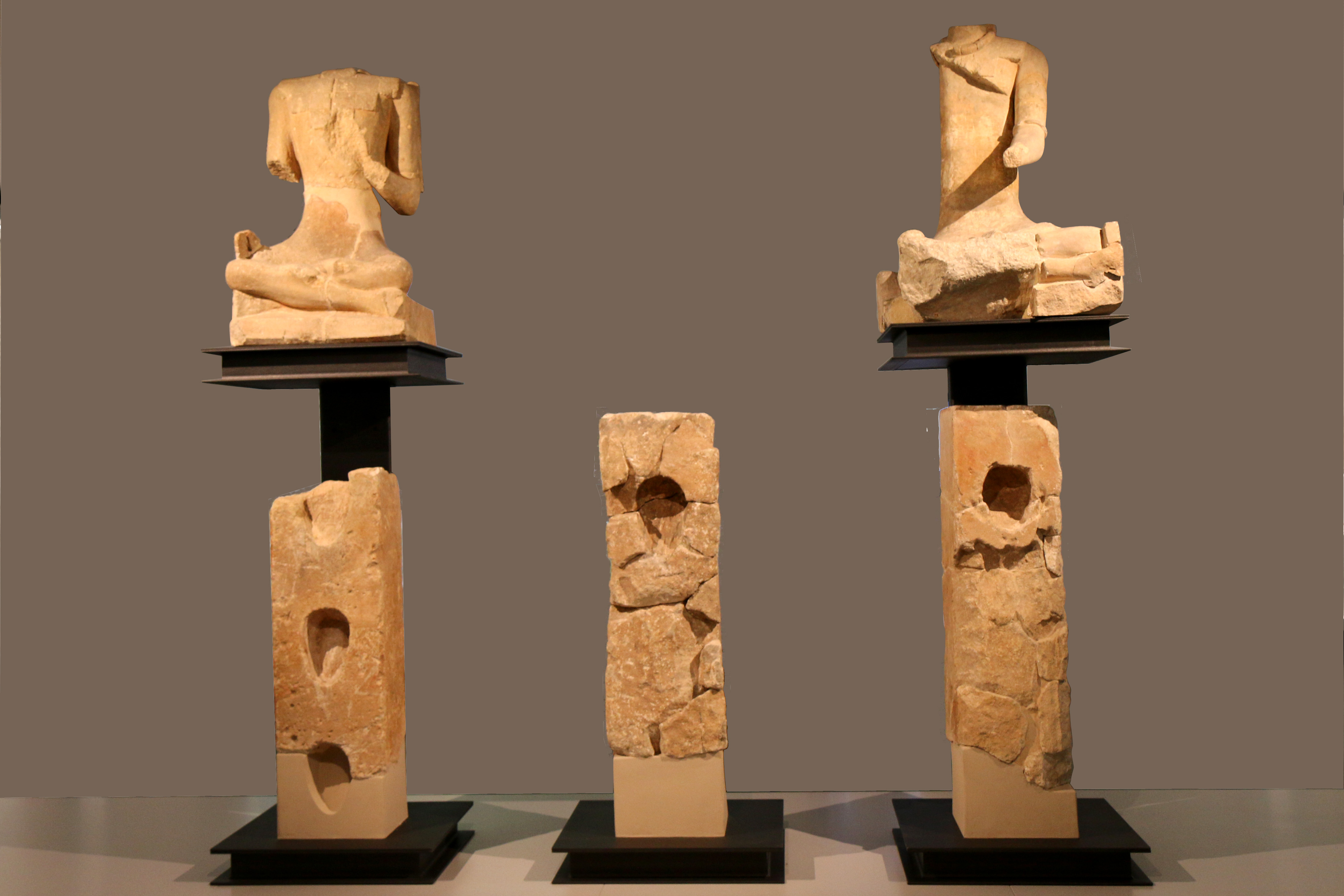
Roquepertuse - I pilastri del portico del complesso templare, con cavità per ospitare teste/teschi, III-II secolo a.C. - Musée d'archéologie méditerranéenne di Marsiglia.

Gli insiemi più elaborati di sculture in pietra, inclusi i rilievi, provengono dalla Francia meridionale, da Roquepertuse ed Entremont, vicino alle aree colonizzate dai Greci. È possibile che gruppi statuari simili ma di legno fossero molto diffusi. Sembra che l'Acropoli di Roquepertuse fosse un santuario religioso e che il locale patrimonio scultoreo in pietra (datato al III secolo a.C., prob. anche prima) includesse quelle che si pensa fossero nicchie in cui venivano collocate le teste e/o i teschi dei nemici.
In generale, il numero di reperti di alta qualità non è elevato, soprattutto se paragonato al numero dei reperti lasciati dalle contemporanee culture mediterranee, e c'è una divisione molto netta tra oggetti elitari e beni molto più semplici usati dalla maggior parte delle persone. Ci sono molte torque e spade (il sito di La Tène ha prodotto oltre 3.000 spade, apparentemente offerte votive) ma i reperti più noti, come la Testa di pietra proveniente da Mšecké Žehrovice (Repubblica Ceca), le placche delle scarpe di Hochdorf e l'Elmo di Waterloo, spesso non hanno simili altri reperti per il confronto. Chiaramente il contenuto religioso nell'arte è raro ma si sa poco sul significato che la maggior parte della decorazione di oggetti pratici aveva per i suoi creatori e il soggetto e il significato dei pochi oggetti senza una funzione pratica non è altrettanto chiaro.

Galleria Hallstatt
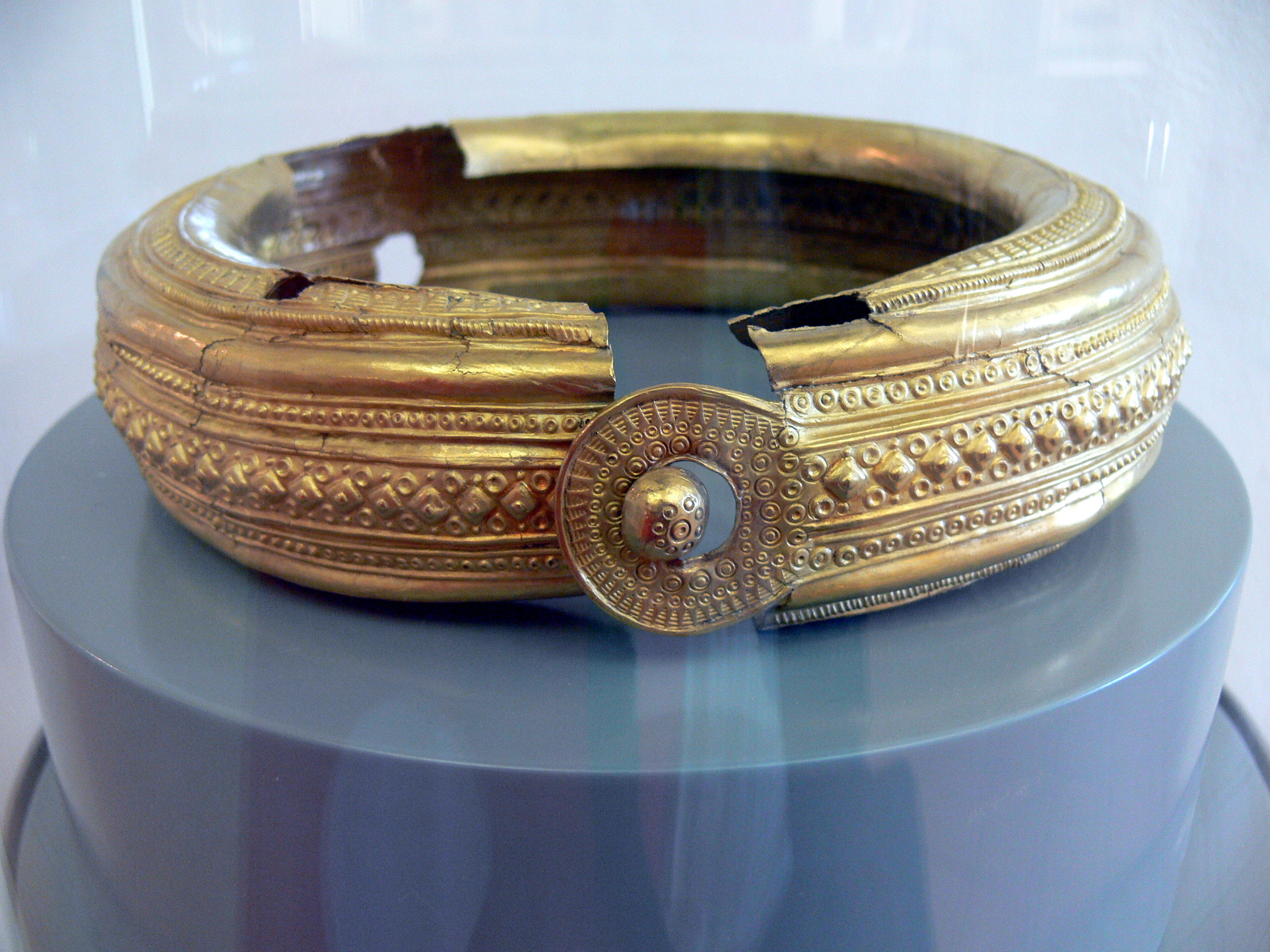
Tardo collare d'oro di Hallstatt dall'Austria, ca. 550 a.C.
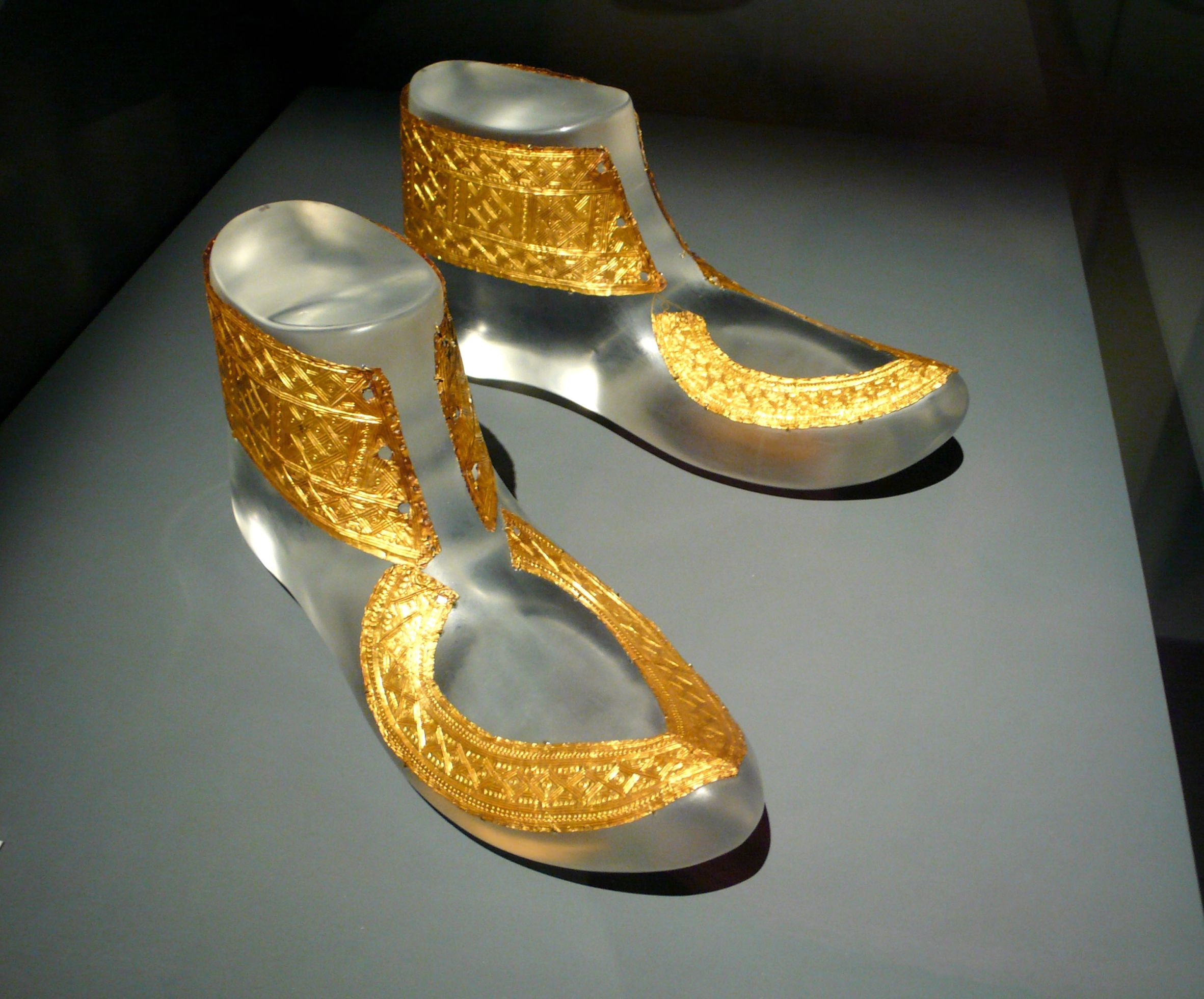
Placche di scarpe d'oro dalla "Tomba di Hochdorf", Germania, c. 530 a.C.
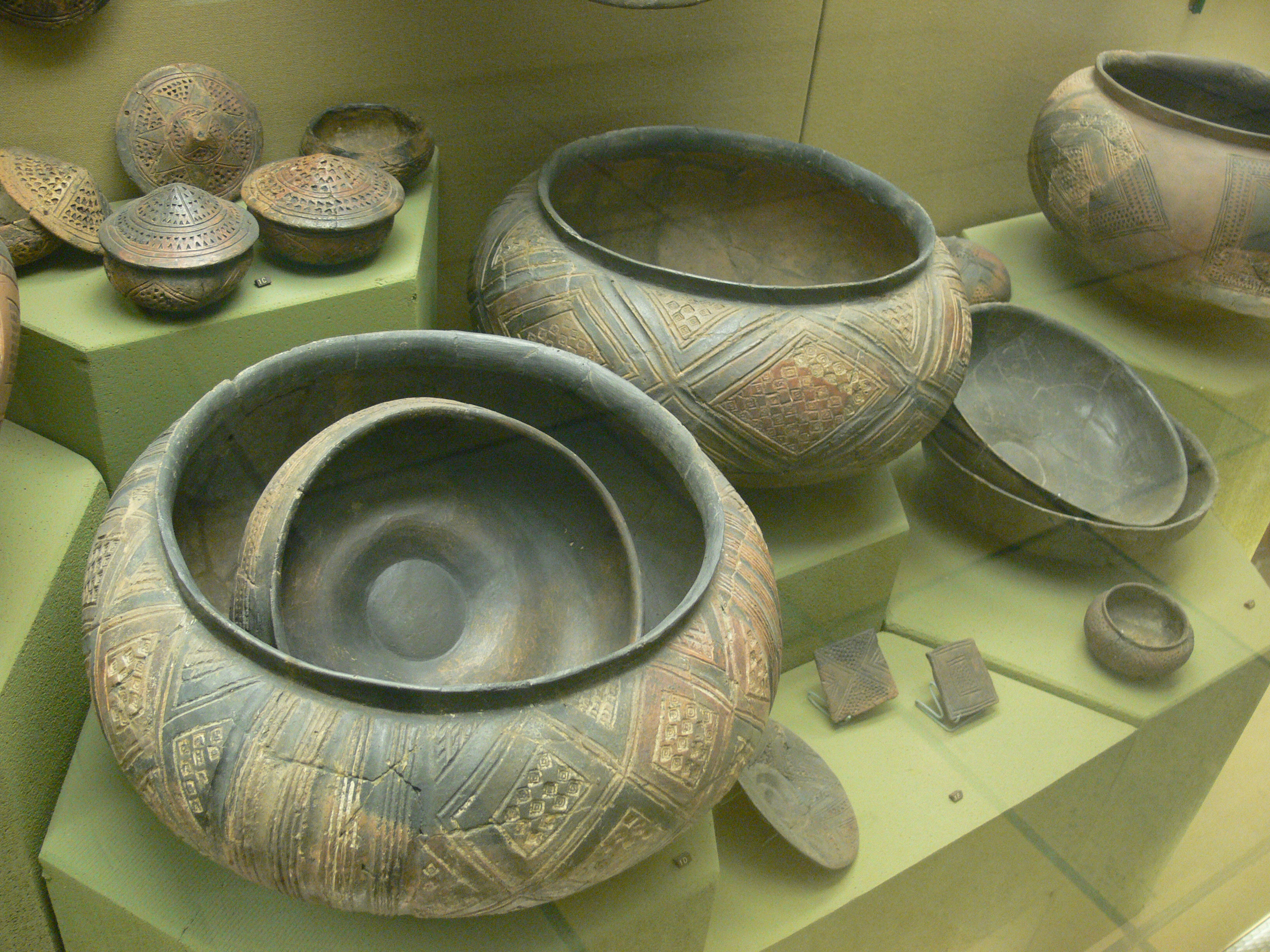
Ceramica di Heuneburg, Germania
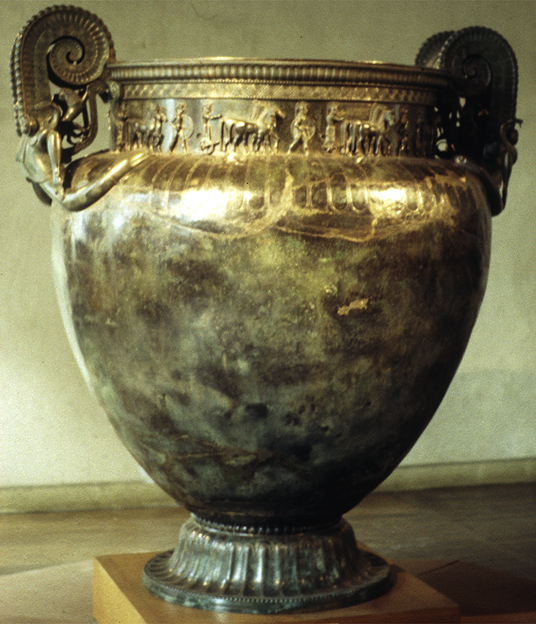
"Cratere di Vix" greco importato, trovato nella Tomba di Vix, Francia.

### Età del ferro - Arte celtica matura (La Tene)

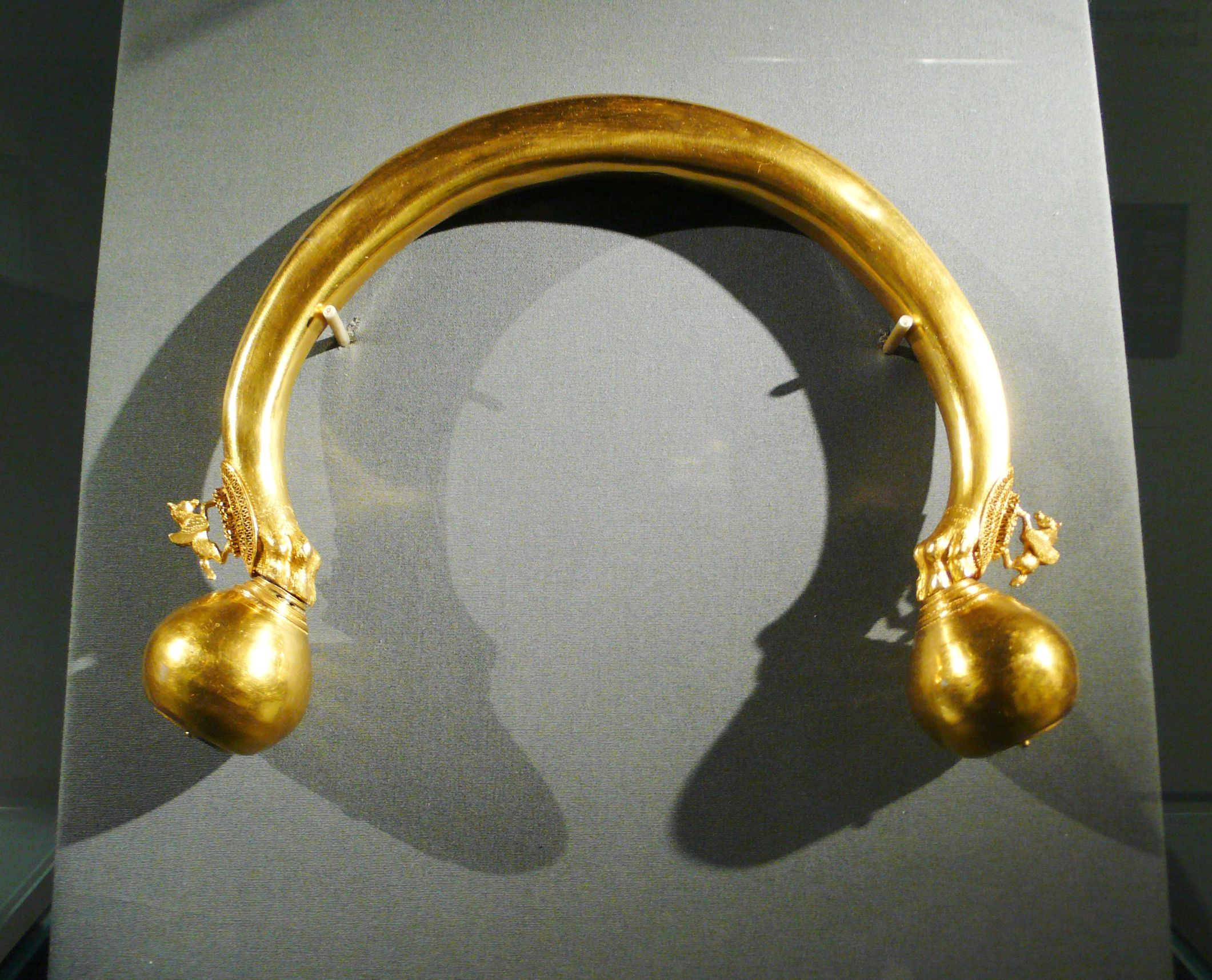
Torque dalla Tomba di Vix, 480 a.C.

Intorno al 500 a.C. apparve, piuttosto all'improvviso, il c.d. "stile La Tène", dal nome del principale sito svizzero di ritrovamento, che coincise con uno sconvolgimento sociale comportante lo spostamento dei principali centri in direzione nord-ovest. L'area centrale in cui si trovano soprattutto ricchi siti è nel nord della Francia e nella Germania occidentale ma nei tre secoli successivi lo stile si diffuse molto ampiamente, fino all'Irlanda, all'Italia e all'odierna Ungheria. In alcuni luoghi i Celti erano aggressivi predoni e invasori ma altrove la diffusione della cultura materiale celtica potrebbe aver coinvolto solo piccoli movimenti di persone, o nessuno. Il primo stile di La Tène adattò motivi ornamentali di culture straniere a qualcosa di decisamente nuovo; la complicata miscela di influenze tra cui l'Arte scitica e quella dei Greci e degli Etruschi, tra gli altri. L'occupazione achemenide della Tracia e del Regno di Macedonia intorno al 500 a.C. è un fattore di incerta importanza. Lo stile La Tène, contemporaneo dell'arte greca classica, è «un'arte curvilinea altamente stilizzata basata principalmente su motivi vegetali e fogliame classici come forme di palmette frondose, viti, viticci e fiori di loto insieme a spirali, rotoli a S, forme di lira e tromba.» Permane quindi il geometrismo halstattiano che perde però la precedente impronta rettilinea in favore della curva e controcurva.

Gli oggetti più sontuosi, i cui materiali imperituri tendono a significare che sono i meglio conservati oltre alla ceramica, non confutano le visioni stereotipate dei Celti che si trovano negli autori classici, dove sono rappresentati come barbari interessati solo a banchetti d'ostentato sfarzo e combattimenti. La società era dominata da un'aristocrazia guerriera il cui lascito materiale più apprezzabile furono gli equipaggiamenti militari, pur in versione cerimoniale, ed i contenitori per bevande, oltre ai gioielli. Sfortunatamente per l'archeologia, le ricche sepolture principesche del periodo hallstattiano si ridussero notevolmente, in parte a causa di un cambiamento dei riti funebri dall'inumazione alla cremazione.

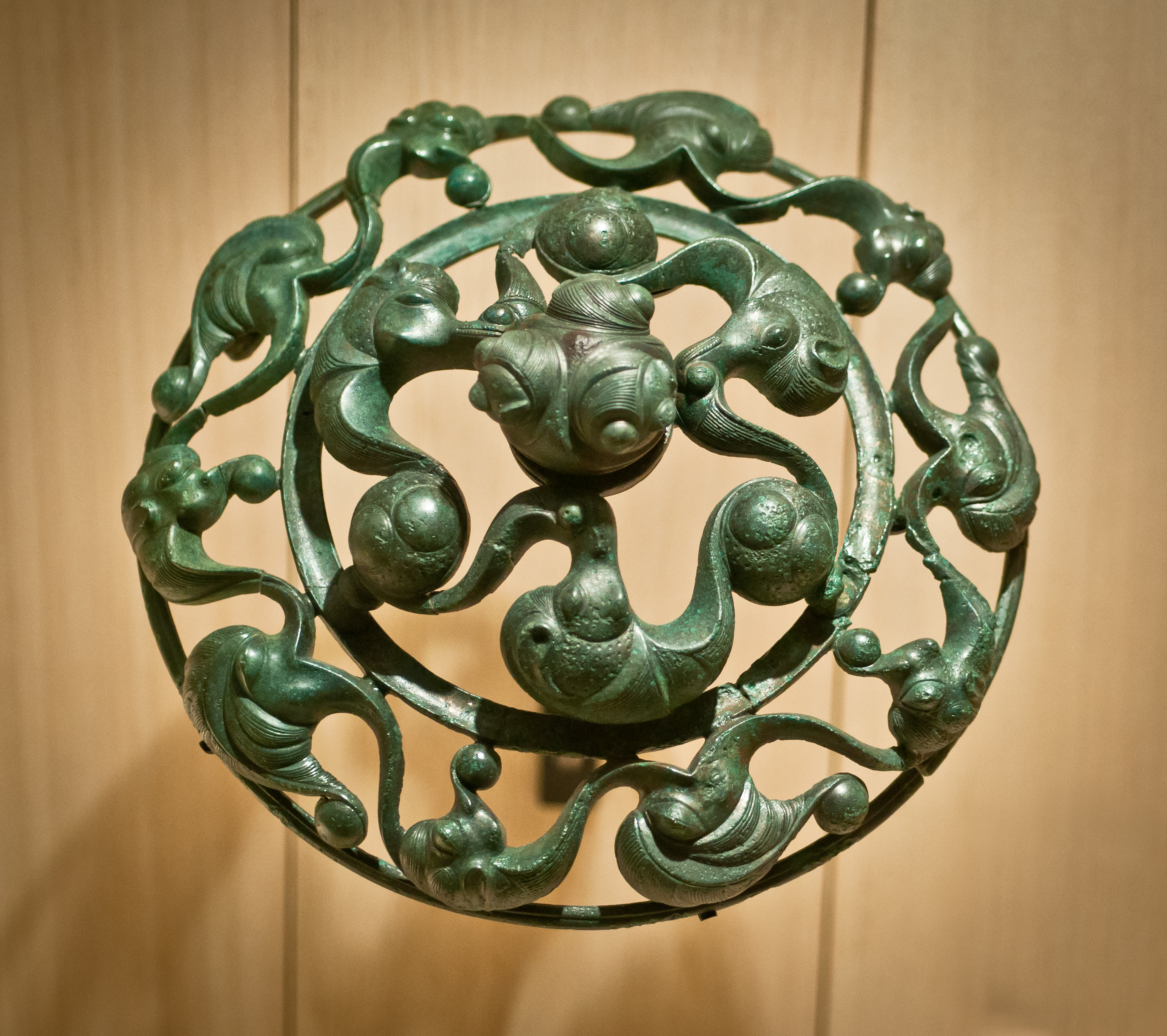
Montatura in bronzo proveniente dalla Francia in stile "vegetale"

Il Torque era evidentemente un indicatore chiave dello status sociale, era ampiamente indossato e prodotto in una gamma di metalli che senza dubbio rifletteva la ricchezza del proprietario. Anche braccialetti e bracciali erano comuni. Un'eccezione alla generale mancanza di raffigurazioni della figura umana e costituita dai numerosi resti, purtroppo rovinati causa la fattura lignea, estratti da alcuni siti coperti d'acqua: figure scolpite di parti del corpo o intere figure umane che si presume fossero offerte votive preparate dai supplici (spesso malati). Il più grande di questi siti, a Source-de-la-Roche, Chamalières, in Francia, ha prodotto oltre 10.000 frammenti, per lo più ora conservati a Clermont-Ferrand.
Si distinguono diverse fasi dello stile, sotto una varietà di nomi, tra cui serie numeriche (De Navarro) e alfabetiche. In generale, c'è un ampio accordo su come delimitare le fasi, ma i nomi usati differiscono e che si siano susseguiti in sequenza cronologica è ora molto meno certo. In una versione della divisione di Jacobsthal, la fase "precoce" o "rigorosa", De Navarro I, in cui i motivi importati rimangono riconoscibili, è seguita dal "vegetale", "Vegetale continuo", "stile Waldalgesheim " o De Navarro II, dove l'ornamento è "tipicamente dominato da viticci di vario tipo in continuo movimento, che si torcono e si girano con un movimento irrequieto sulla superficie".
Dopo il 300 a.C. circa lo stile, oggi De Navarro III, può essere suddiviso in stili "plastico" e "a spada", quest'ultimo ritrovato principalmente su foderi e il primo con decorazioni in altorilievo. Lo studioso Vincent Megaw lo ha definito uno "stile Disneyano" di teste d'animali simili a cartoni animati all'interno dello stile plastico, e anche "Arte del periodo degli Oppida del 125-50 a.C." De Navarro distingue l'arte "insulare" delle Isole Britanniche, fino al 100 a.C. circa, come Stile IV, seguito da Stile V, e la separatezza degli stili celtici insulari è ampiamente riconosciuta.

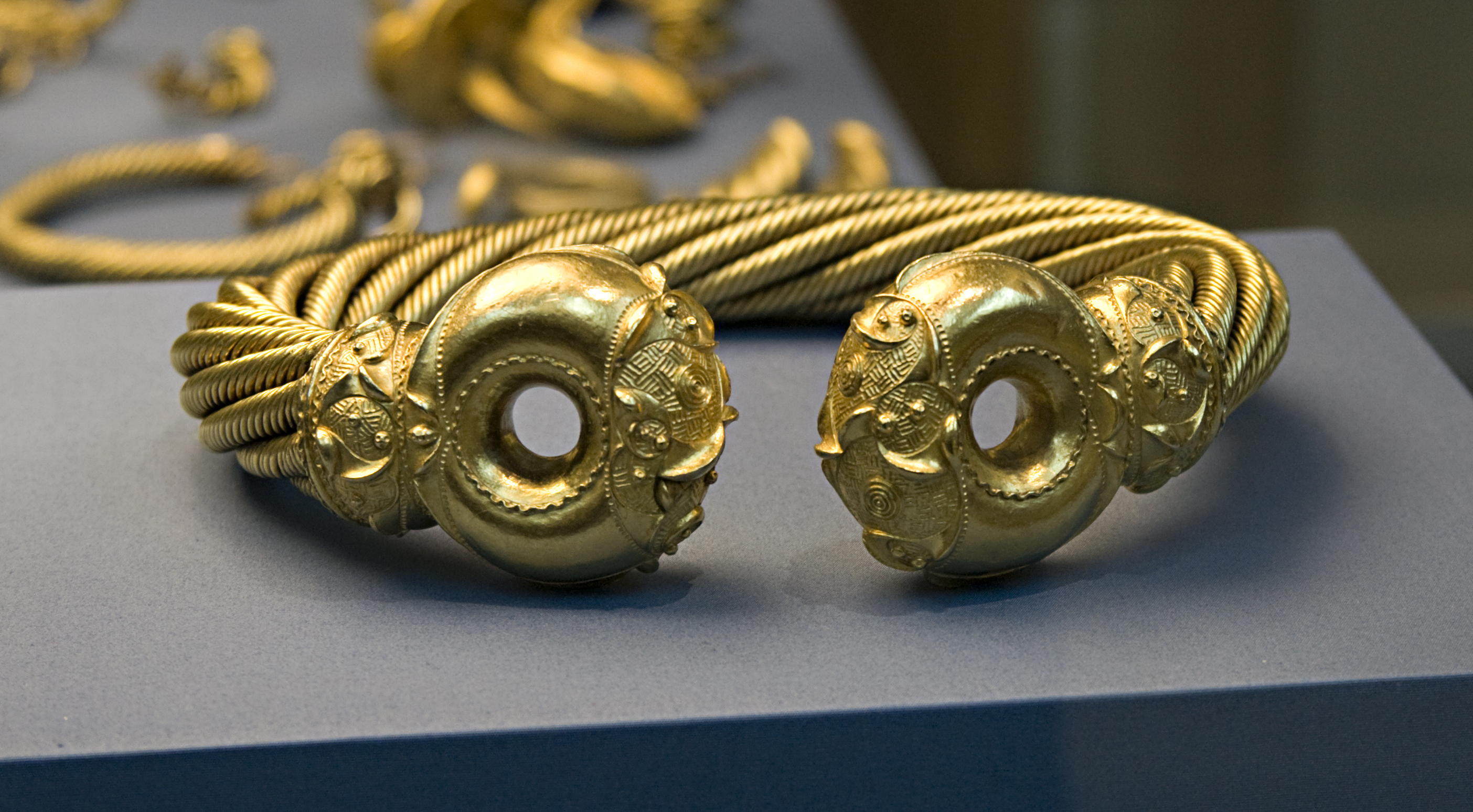
La "Grande Torque" di Snettisham, Inghilterra, I secolo a.C.

L'arte spesso spettacolare dei più ricchi celti continentali precedenti, prima che fossero conquistati dai romani, spesso adottò elementi di stili romani, greci e altri "stranieri" (e possibilmente usò artigiani importati) per decorare oggetti che erano tipicamente celtici. Quindi un torque nella ricca Tomba di Vix termina in grandi palle in un modo che si trova in molti altri ma qui le estremità dell'anello sono formate come le zampe di un leone o di una bestia simile, senza fare una connessione logica alle palle, e così via. all'esterno dell'anello due minuscoli cavalli alati siedono su placche finemente lavorate. L'effetto è impressionante ma alquanto incongruo rispetto a un altrettanto ostentato torque britannico dello Snettisham Hoard realizzato 400 anni dopo e utilizza uno stile che ha maturato e armonizzato gli elementi che lo compongono. Il Calderone di Gundestrup del I secolo a.C. è il più grande pezzo di argento europeo dell'età del ferro (diametro 69 cm, altezza 42 cm) ma sebbene gran parte della sua iconografia sembri chiaramente celtica, gran parte non lo è e il suo stile è pertanto molto dibattuto: potrebbe essere di manifattura trace e, per confondere ulteriormente le cose, è stato trovato in una palude nel nord della Danimarca! L'Elmo di Agris in foglia d'oro su bronzo mostra chiaramente l'origine mediterranea dei suoi motivi decorativi.
Nel IV-III secolo a.C. i Celti iniziarono a produrre monete, imitando i tipi greci e poi romani, inizialmente abbastanza da vicino, ma gradualmente lasciando che il proprio gusto prendesse il sopravvento, in modo che le versioni basate su teste classiche sobrie spuntassero enormi masse ondulate di capelli molte volte più grandi rispetto alle loro facce, ei cavalli diventano formati da una serie di elementi vigorosamente curvi.
Una forma apparentemente unica nel sud della Gran Bretagna era lo specchio con una maniglia e una complessa decorazione, per lo più incisa, sul retro della lastra di bronzo; il lato anteriore è molto lucido per fungere da specchio. Ciascuno degli oltre 50 specchi trovati ha un design unico, ma la forma essenzialmente circolare dello specchio ha presumibilmente dettato i sofisticati motivi astratti curvilinei che dominano la loro decorazione.

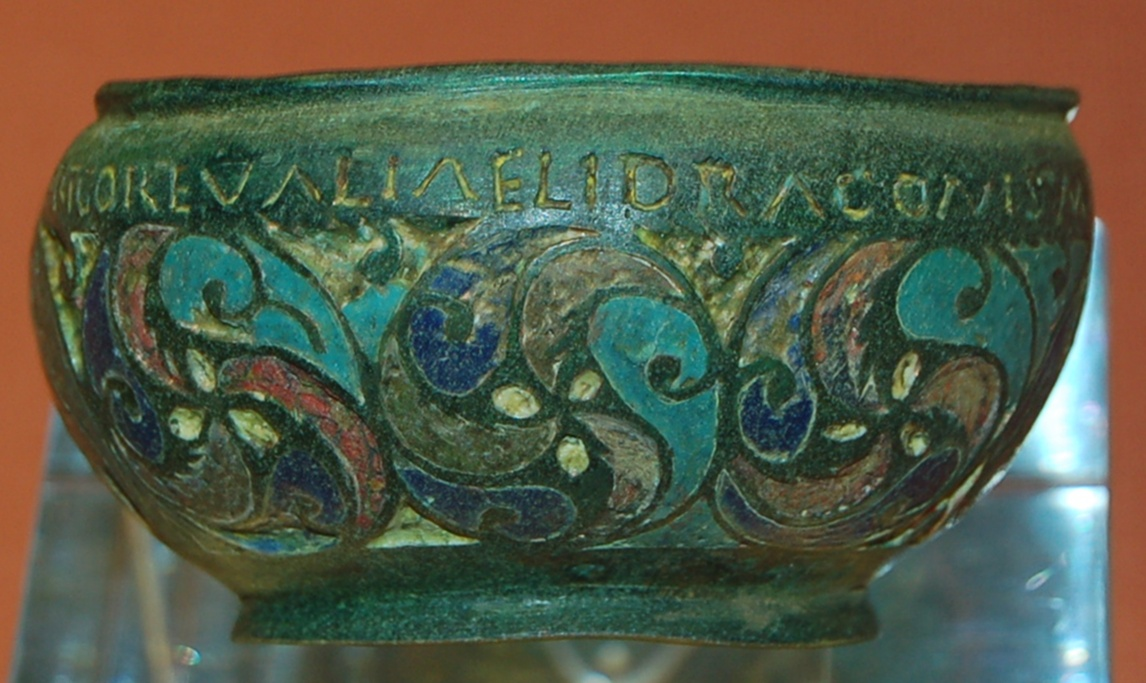
La "Patera di Staffordshire Moorlands", II secolo d.C., manufatto smaltato romano-britannico.

Nonostante l'importanza dell'Irlanda per l'arte celtica altomedievale, il numero di manufatti che mostrano lo stile La Tène trovati in Irlanda è piccolo, sebbene siano spesso di altissima qualità. Alcuni aspetti della lavorazione dei metalli di Hallstatt erano apparsi in Irlanda, come le chapes del fodero, ma lo stile La Tène non si trova in Irlanda prima di un certo punto tra il 350-150 a.C., e fino a quando quest'ultima data si trova principalmente nella moderna Irlanda del Nord, in particolare in una serie di placche per fodero incise. Da allora in poi, nonostante l'Irlanda rimanga al di fuori dell'Impero Romano che inghiottì le culture celtiche continentale e britannica, l'arte irlandese è soggetta a continue influenze dall'esterno, attraverso il commercio e probabilmente periodici afflussi di rifugiati dalla Gran Bretagna, sia prima che dopo l'invasione romana. Rimane incerto se alcuni degli oggetti più importanti trovati del periodo siano stati realizzati in Irlanda o altrove, fino alla Germania e all'Egitto in casi specifici.
Ma in Scozia e nelle parti occidentali della Gran Bretagna, dove i romani e successivamente gli anglosassoni furono in gran parte trattenuti, le versioni dello stile La Tène rimasero in uso fino a quando divenne una componente importante del nuovo stile insulare che si sviluppò per soddisfare le esigenze di popolazioni appena cristianizzate. In effetti, nell'Inghilterra settentrionale e in Scozia la maggior parte dei reperti è posteriore all'invasione romana del sud. Tuttavia, mentre ci sono bei reperti irlandesi del I e II secolo, c'è poco o nulla nello stile La Tène del III e IV secolo, un periodo di instabilità in Irlanda.
Dopo le conquiste romane, alcuni elementi celtici rimasero nell'arte popolare, in particolare ceramiche romane antiche, di cui la Gallia era in realtà il più grande produttore, principalmente in stili italiani, ma produceva anche opere di gusto locale, tra cui figurine di divinità e oggetti dipinti con animali e altri soggetti in stili altamente formalizzati. La Britannia romana produsse oggetti "ibridi" di forma romana, come la fibula, e ornamenti lateniani, la cui datazione può essere difficile: es. un collare d'ottone incernierato databile alla conquista romana mostra decorazioni celtiche in contesto romano. La Gran Bretagna fece anche più uso dello smalto rispetto alla maggior parte dell'Impero romano e su oggetti più grandi. Il suo sviluppo della tecnica "champlevé" fu importante per l'arte medievale dell'intera Europa, quando l'energia e la libertà creative derivate dalla decorazione insulare fu un elemento importante. La ricca produzione di fibule penanulari e fibule "dragonesche" e delle c.d. "ciotole appese" (es. la Patera di Staffordshire Moorlands) dimostra poi una continuità tra la decorazione celtica antica e la fioritura dell'arte cristiana insulare dal VI secolo.

Galleria La Tene
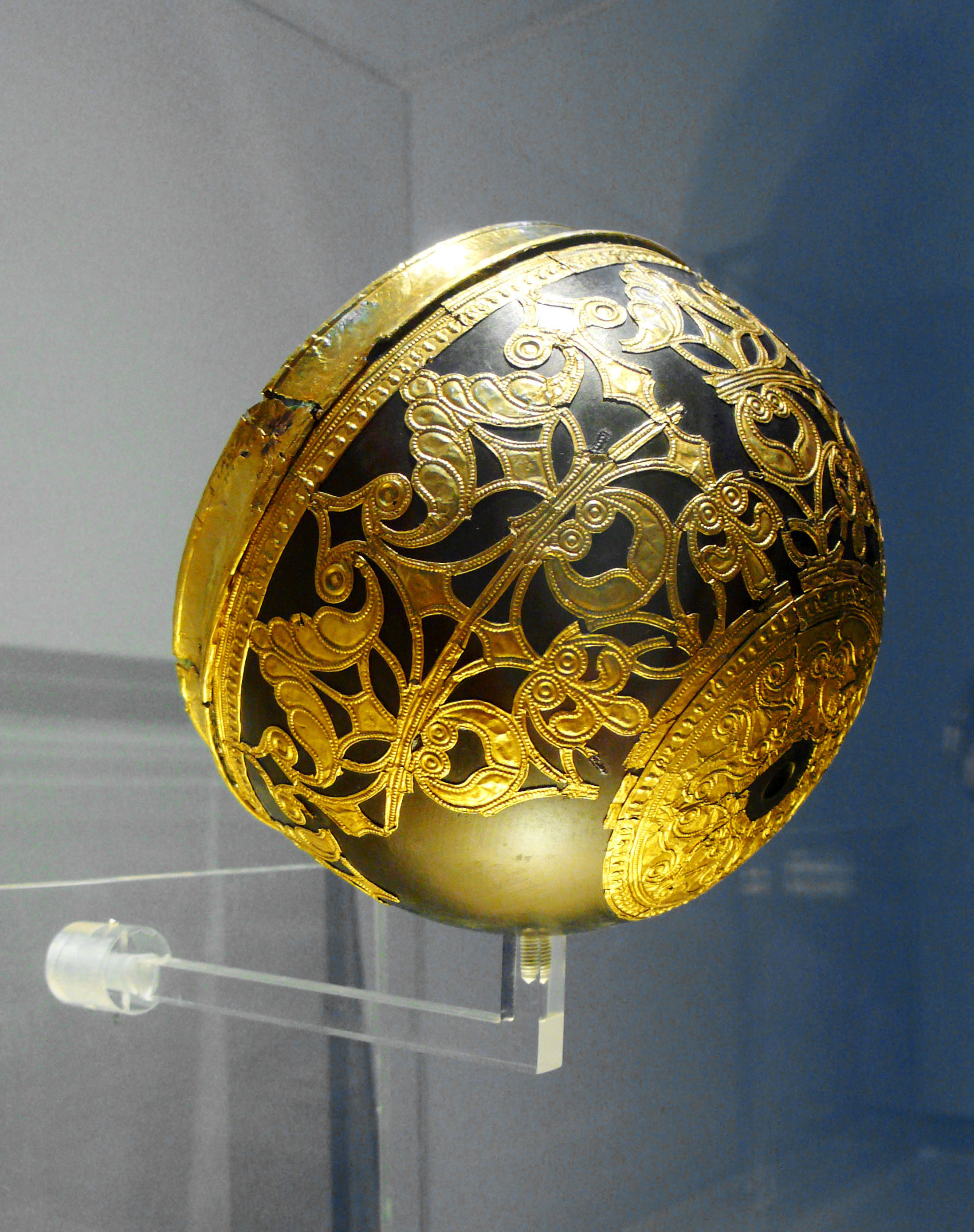
Montature in oro su una ciotola, adattando motivi mediterranei, Germania, c. 420 a.C.
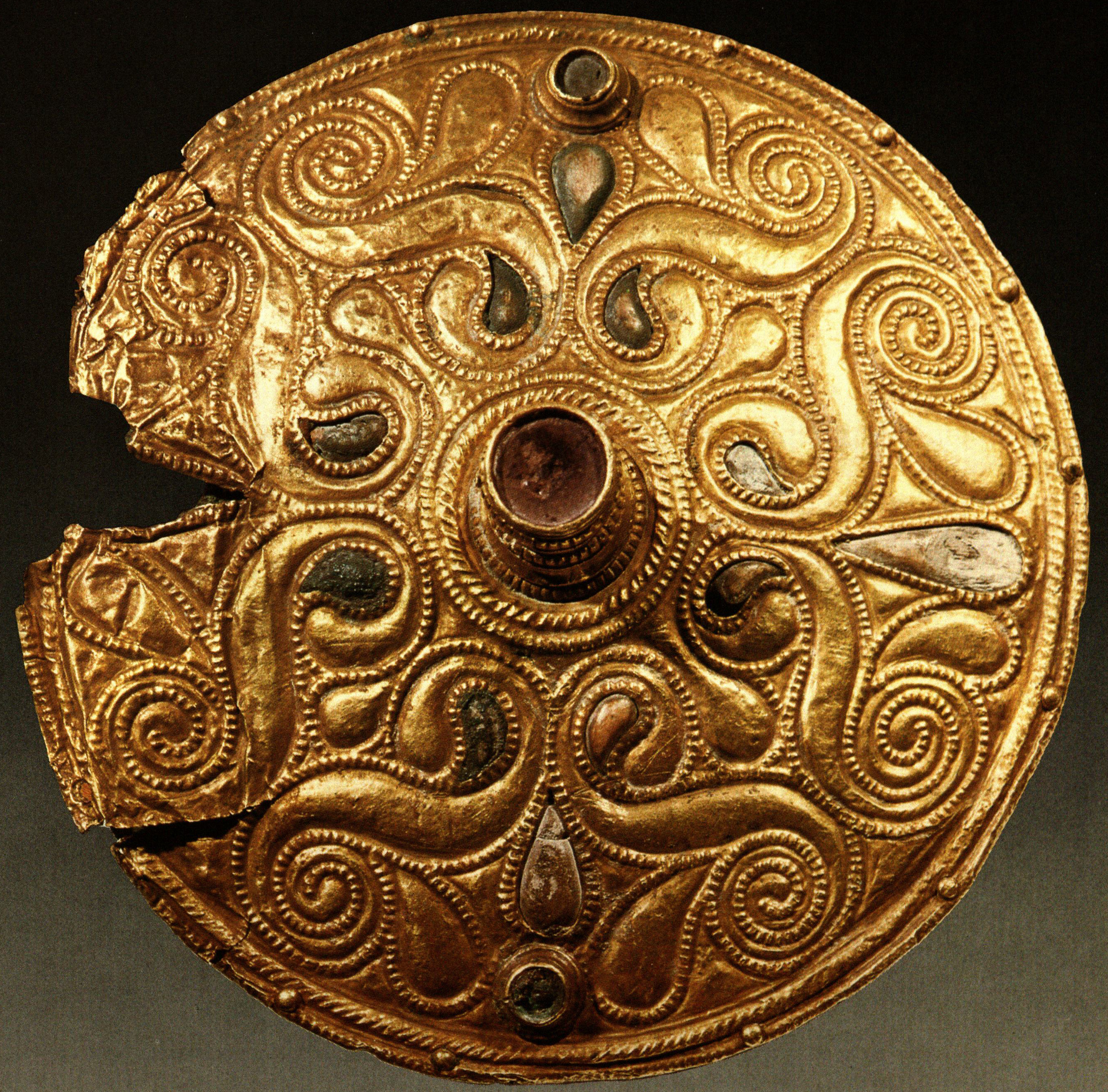
Spilla a disco, Francia, IV secolo a.C.
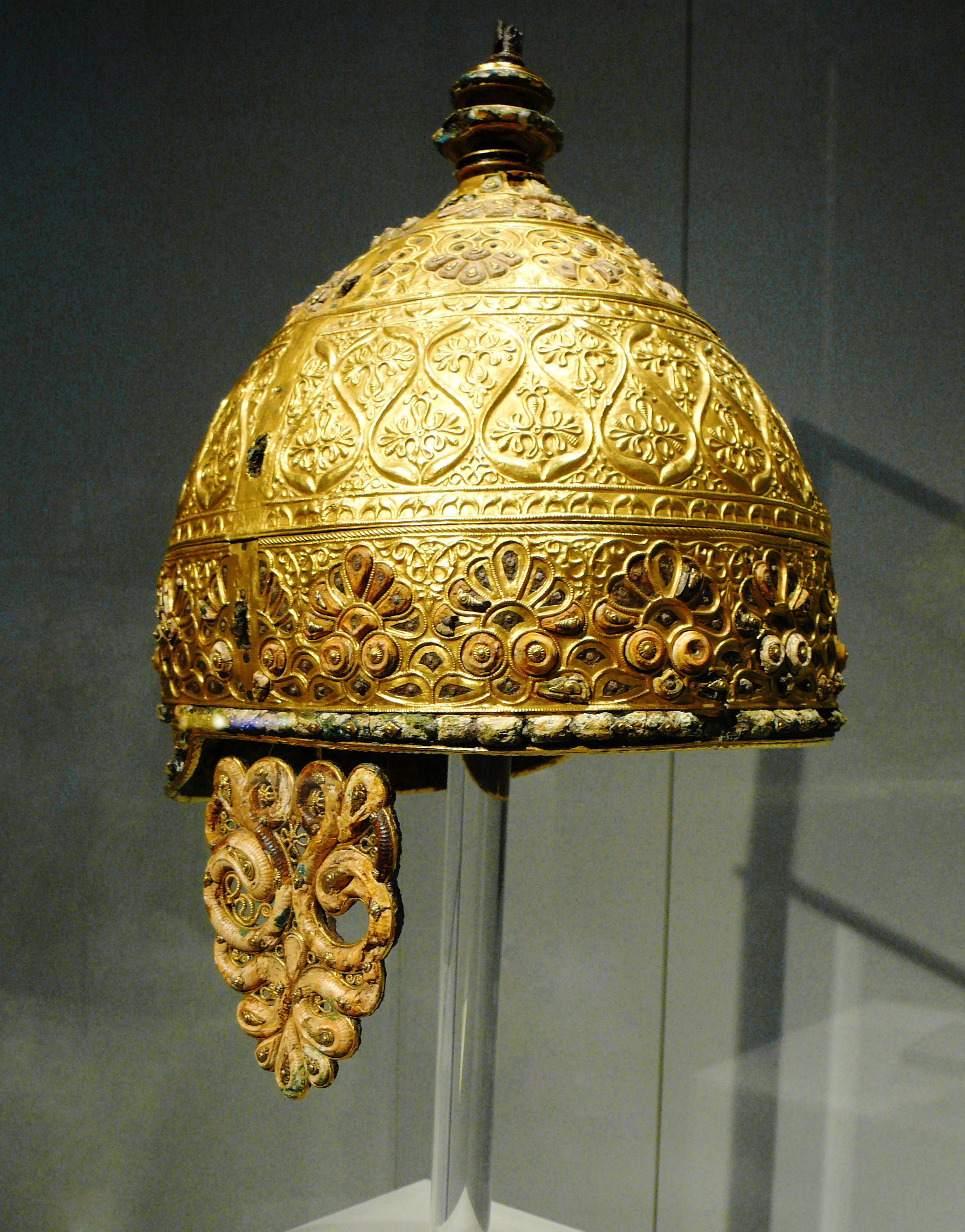
Elmo di Agris, Francia, 350 a.C., decorato con una miscela di stili mediterranei
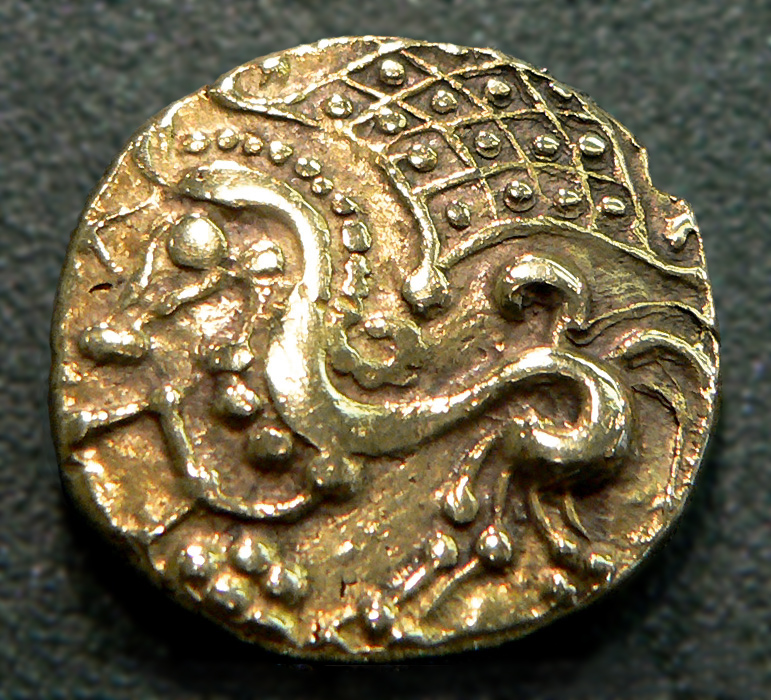
Statere della tribù dei Parisii, 100-50 a.C.

Galleria La Tene 'insulari'
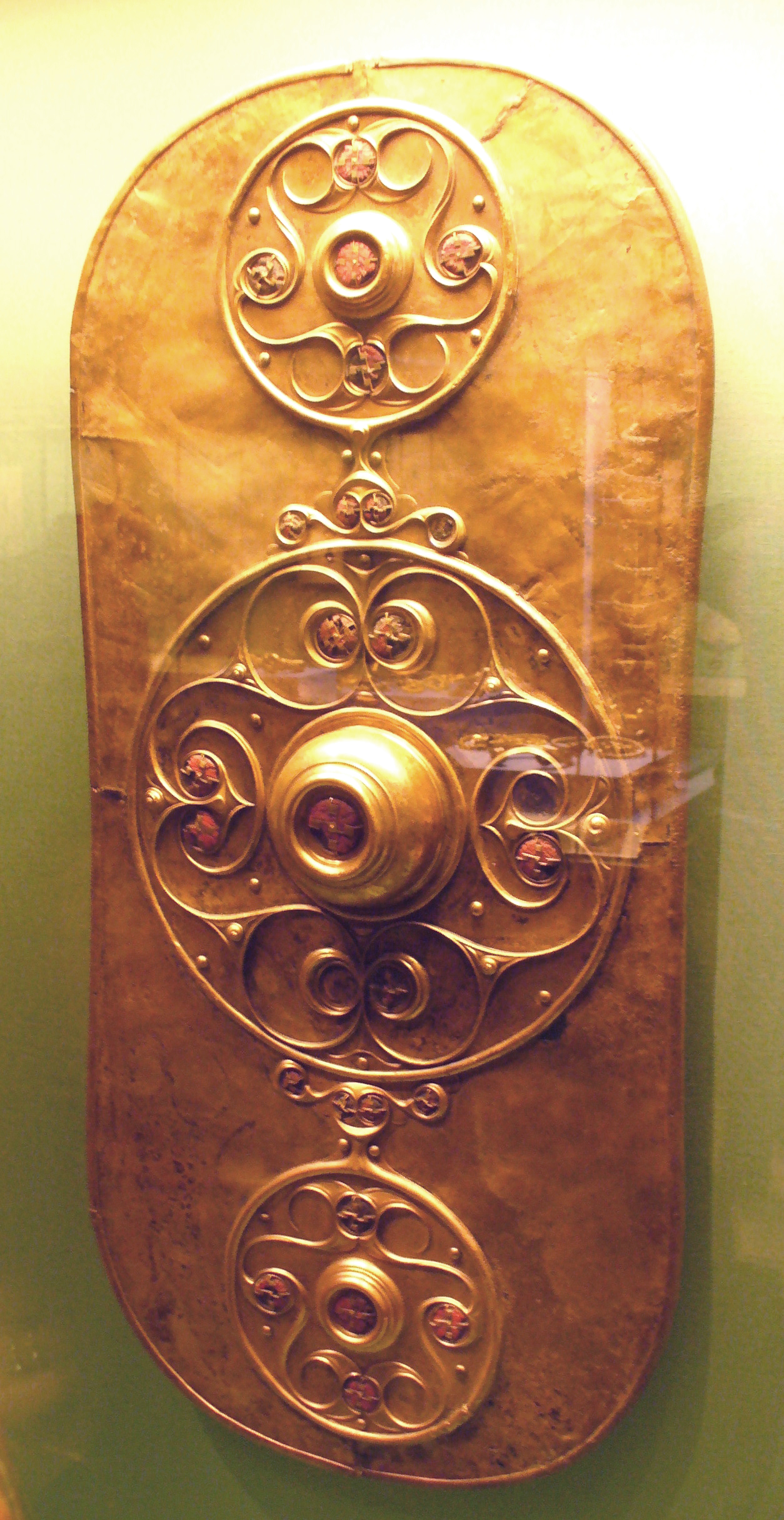
Lo Scudo di Battersea, Inghilterra, 350-50 a.C.
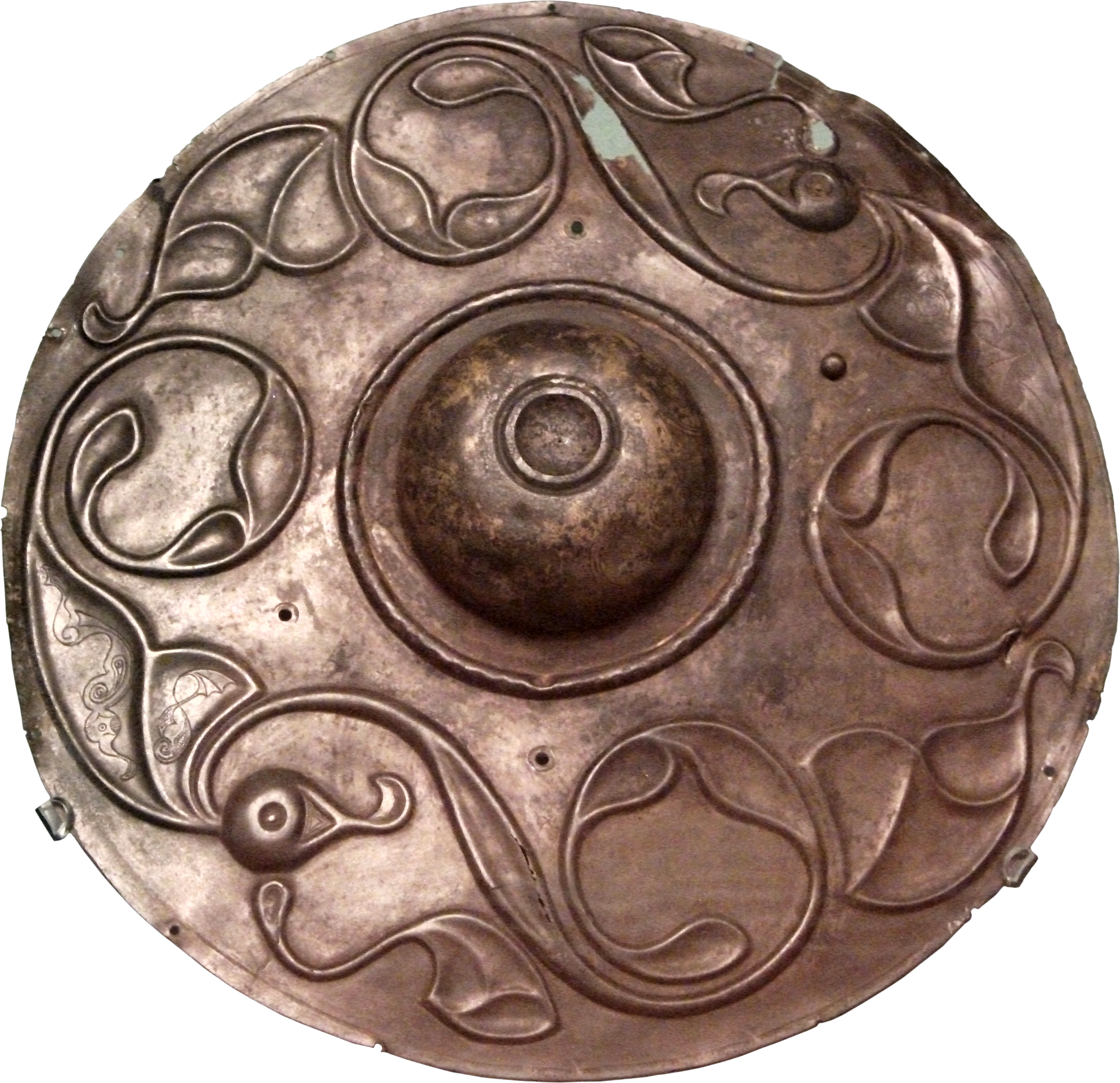
Umbone dello Scudo di Wandsworth, in stile "plastica"
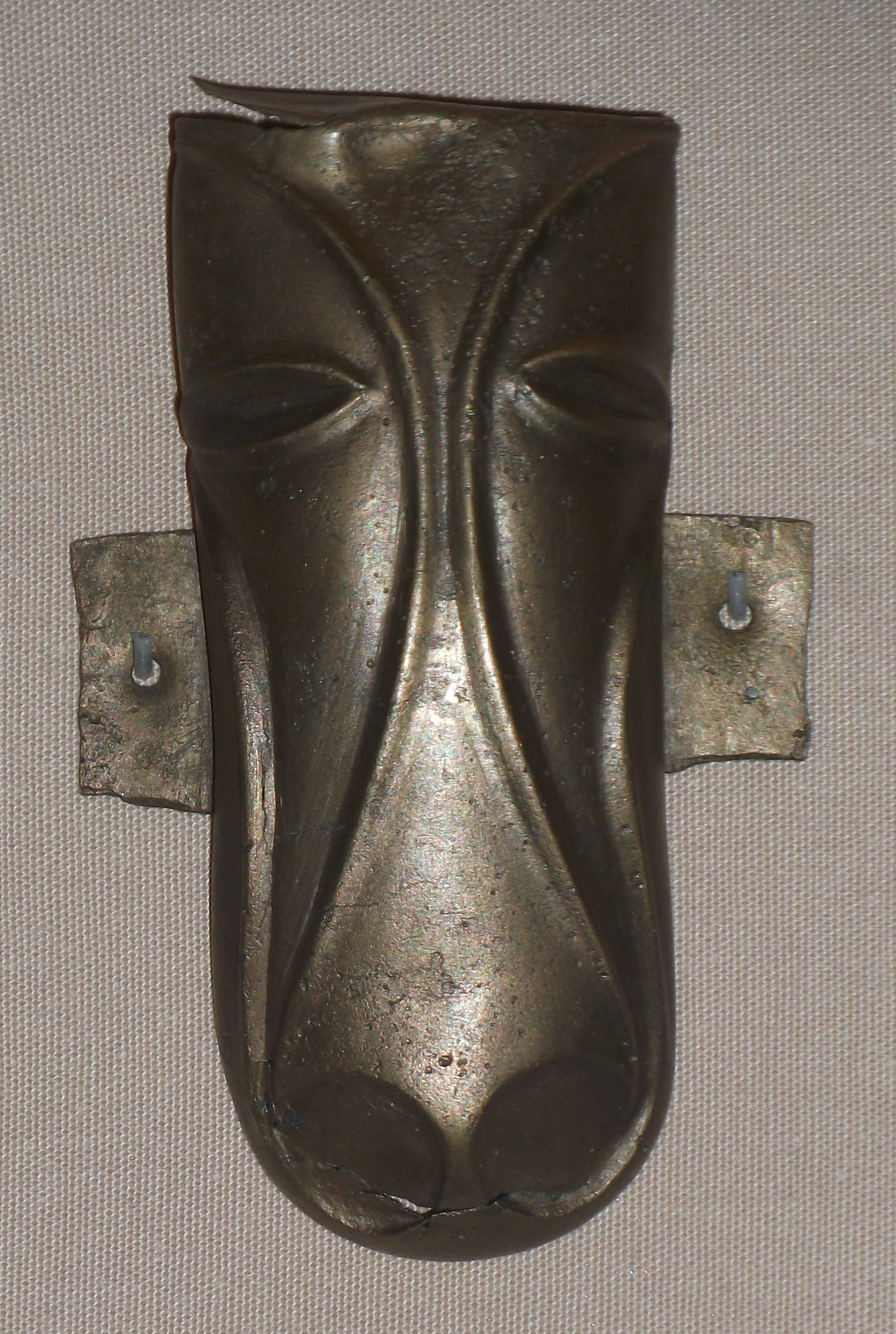
Montatura in bronzo in "stile Disney" britannico, 10 alto cm, I secolo d.C.
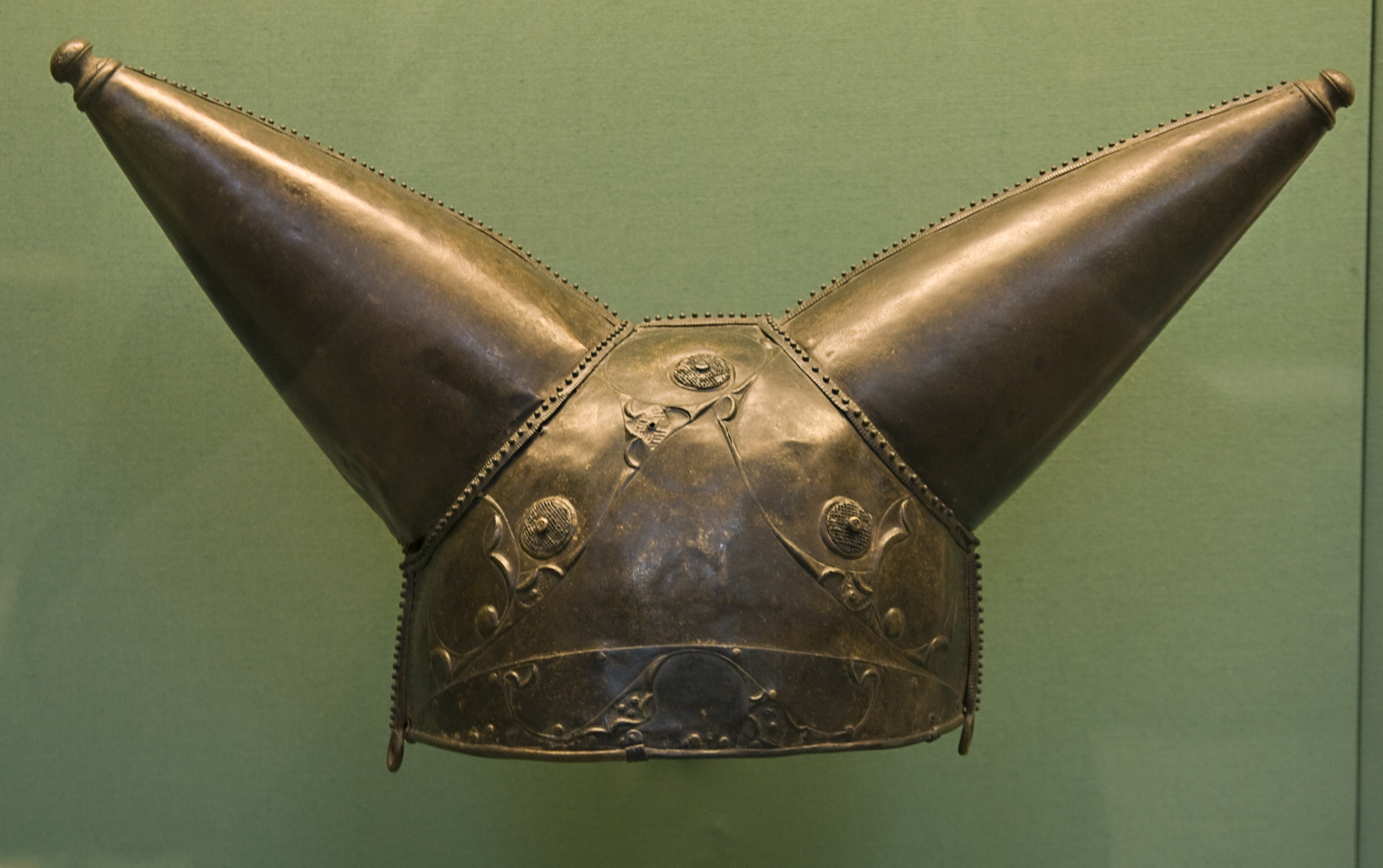
Elmo di Waterloo (prob. non indossato in battaglia).

### Alto Medioevo - Arte celtica tarda

#### L'Irlanda e la Gran Bretagna post-romana

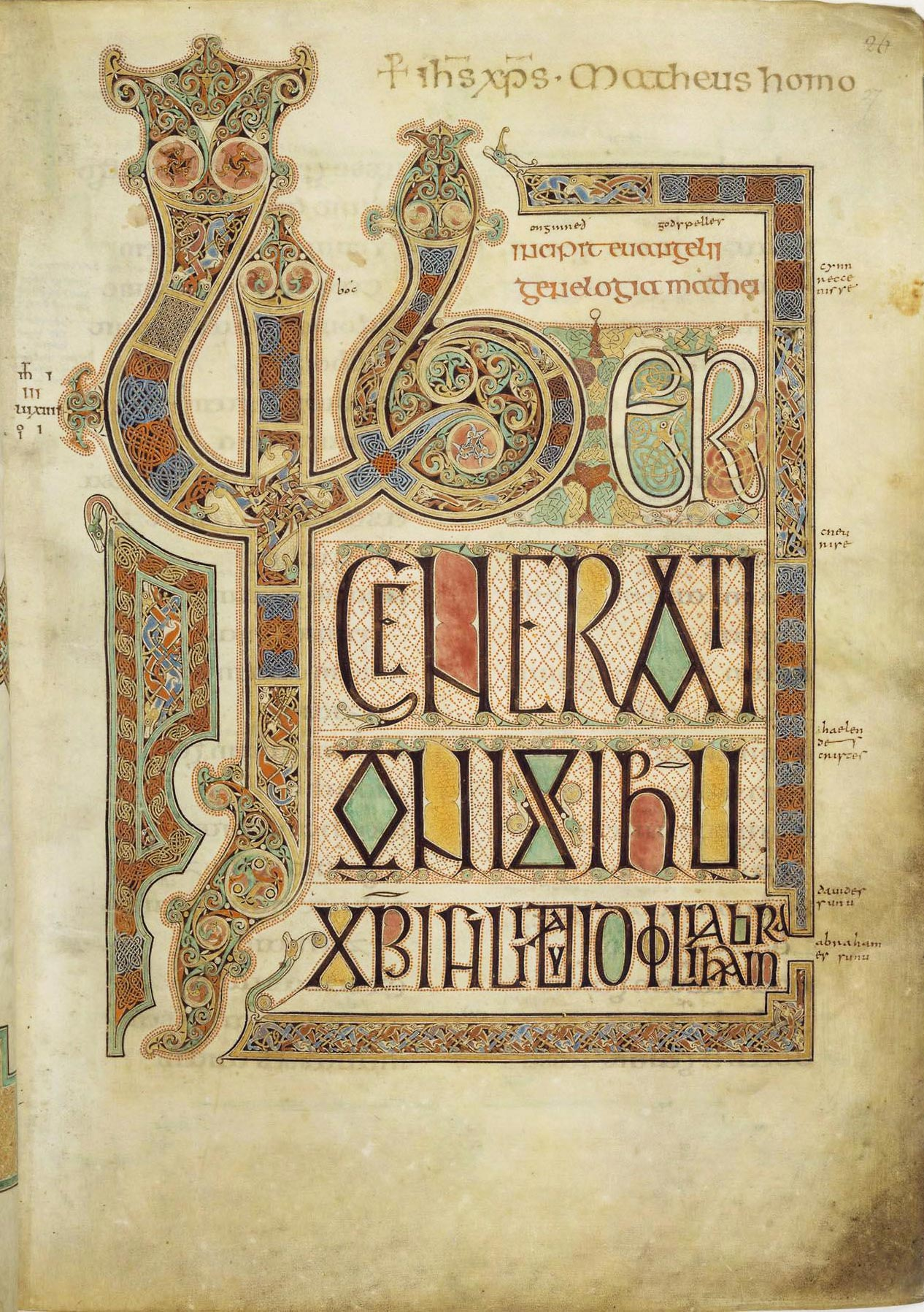
Il foglio 27r del "Evangeliario di Lindisfarne" (VIII secolo) contiene l'incipit Liber generationis del Vangelo secondo Matteo.

L'arte celtica nel Medioevo fu praticata dai popoli d'Irlanda e di parti della Gran Bretagna per 700 anni, dal ritiro romano dalla Gran Bretagna nel V secolo all'istituzione dell'Arte romanica nel XII secolo. Attraverso la missione evangelizzatrice hiberno-scozzese, l'arte celtica influenzò lo sviluppo dell'arte di tutto il Nord Europa.
In Irlanda esisteva un'eredità celtica ininterrotta da prima della presenza romana in Gran Bretagna (mai estesasi fino alla "Verde Isola") anche se in realtà gli oggetti irlandesi in stile La Tène sono molto rari. I secoli V-VII furono una continuazione dell'arte di La Tène della tarda Età del ferro, con molti segni d'influenza romana e romano-britannica gradualmente penetrati. Con l'arrivo del cristianesimo, l'arte irlandese fu influenzata sia dalla tradizione mediterranea sia da quella germanica degli Anglosassoni, creando la c.d. "Arte insulare" o "Arte iberno-sassone" che ha avuto la sua età d'oro nell'VIII-IX secolo, prima che le incursioni dei Vichinghi interrompessero gravemente la vita monastica e portassero influenze scandinave (sia tramite i vichinghi sia tramite i c.d. "Vichingo-gaelici") nell'arte insulare. L'invasione dei Normanni nel biennio 1169-1170 chiuse l'esperienza artistica celtica ed introdusse in Irlanda lo stile romanico europeo. 

Nel VII-IX secolo, missionari irlandesi si recarono in Northumbria (Gran Bretagna), portando con sé la tradizione insulare del manoscritto miniato che entrò in contatto con la conoscenza e i motivi anglosassoni della lavorazione dei metalli. Nei monasteri della Northumbria queste competenze si fusero e da lì furono sia ritrasmesse in Scozia e in Irlanda, sia diffuse nell'Eptarchia anglosassone. Alcuni dei capolavori di lavorazione del metallo creati includono la Fibula di Tara, il Calice di Ardagh e il Calice di Derrynaflan. Le nuove tecniche impiegate erano la filigrana e l'intaglio a trucioli, mentre i nuovi motivi includevano motivi intrecciati e ornamenti animali. L'Evangeliario di Durrow è il primo Evangeliario miniato con scene "insulare" (circa 700), mentre l'Evangeliario di Lindisfarne presenta uno stile iberno-sassone completamente sviluppato con pagine-tappeto che brillano di un'ampia tavolozza di colori. Quest'arte raggiunse il suo apice alla fine dell'VIII secolo con il Libro di Kells, il manoscritto insulare più elaborato. Gli stili artistici insulari anticlassici furono portati nelle missioni irlandesi nell'Europa continentale e, nel corso del Medioevo, influenzarono l'Arte carolingia, il Romanico ed il Gotico.

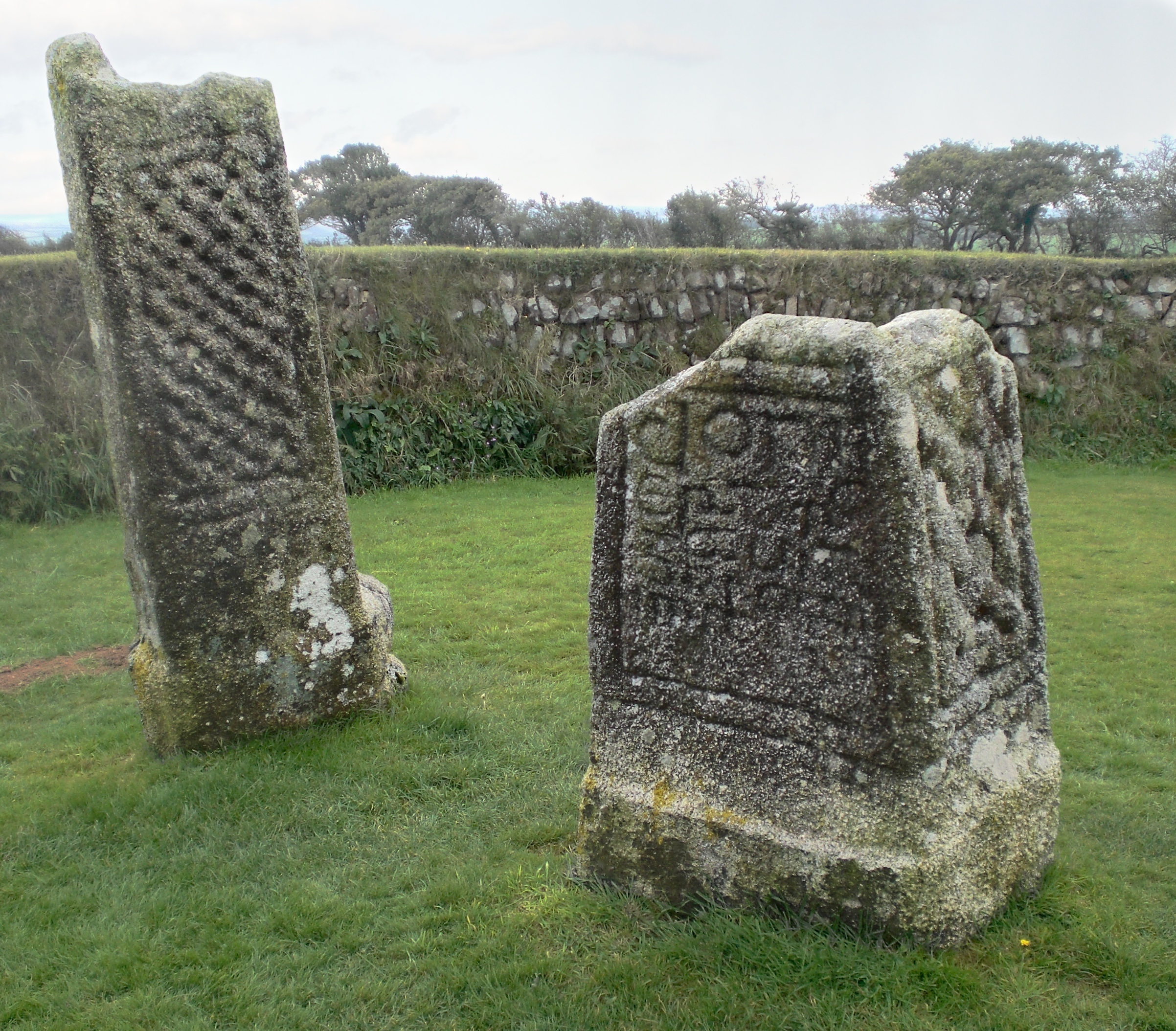
Pietra di re Doniert, circa 875.

Nel IX-XI secolo, l'argento puro divenne un bene comune nell'Eptarchia, probabilmente a causa della maggiore quantità del metallo in circolazione dovuta al commercio e alle incursioni vichinghe, e durante questo periodo furono create in Irlanda una serie di magnifiche fibule penanulari d'argento. Più o meno nello stesso periodo la produzione di manoscritti iniziò a diminuire, non solo a causa dei raid vichinghi contro i monasteri. La scultura iniziò a fiorire tramite il modello della c.d. "Alta croce" (en High Cross): grandi croci di pietra che contenevano scene bibliche in rilievo scolpito. Questa forma d'arte raggiunse il suo apice all'inizio del X secolo e ha lasciato molti ottimi esempi come la c.d. "Croce di Muiredach" a Monasterboice e la "Croce di Ahenny".
L'impatto dei vichinghi sull'arte irlandese non si vide fino alla fine dell'XI secolo, quando la gioielleria irlandese inizia a imitare gli stili scandinavi "Ringerike" "Urnes": es. "Croce di Cong" e il Santuario di Manchan. Queste influenze sono state trovate non solo nel centro norreno di Dublino ma anche altrove: v.si "Croce di Doorty" a Kilfenora e le croci alla Rocca di Cashel.
Alcuni manoscritti insulari potrebbero essere stati prodotti in Galles, inclusi il Libro di Lichfield e i Vangeli di Hereford dell'VIII secolo. Il tardo Salterio Ricemarch insulare dell'XI secolo fu certamente scritto in Galles e mostra anche una forte influenza vichinga.
L'arte della Dumnonia storica, della Cornovaglia moderna, del Devon, del Somerset e della Bretagna sulla costa atlantica è ora abbastanza scarsamente attestata e quindi meno conosciuta poiché queste aree in seguito furono incorporate in Inghilterra (e Francia) nel periodo medievale e della prima età moderna. Tuttavia studi archeologici in siti come il Castello di Cadbury (Somerset), Tintagel, e più recentemente a Ipplepen indicano una società altamente sofisticata in gran parte alfabetizzata con forte influenza e connessioni sia con il Mediterraneo bizantino che con l'Atlantico Irlandesi e britannici in Galles e nel "Vecchio Nord". Molti croci, monumenti e lapidi come la pietra di re Doniert, la pietra Drustanus e il famigerato Artognou pietra mostrano le prove per una popolazione sorprendentemente cosmopolita sub-romana parlare e scrivere in entrambe Brittonic e latina e con almeno una certa conoscenza di Ogham indicati da diverse pietre esistenti nella regione. I manoscritti bretoni e soprattutto della Cornovaglia sono sopravvissuti estremamente rari, ma includono le manomissioni di Bodmin dimostrano una forma regionale dello stile insulare.

#### Pitti (Scozia)

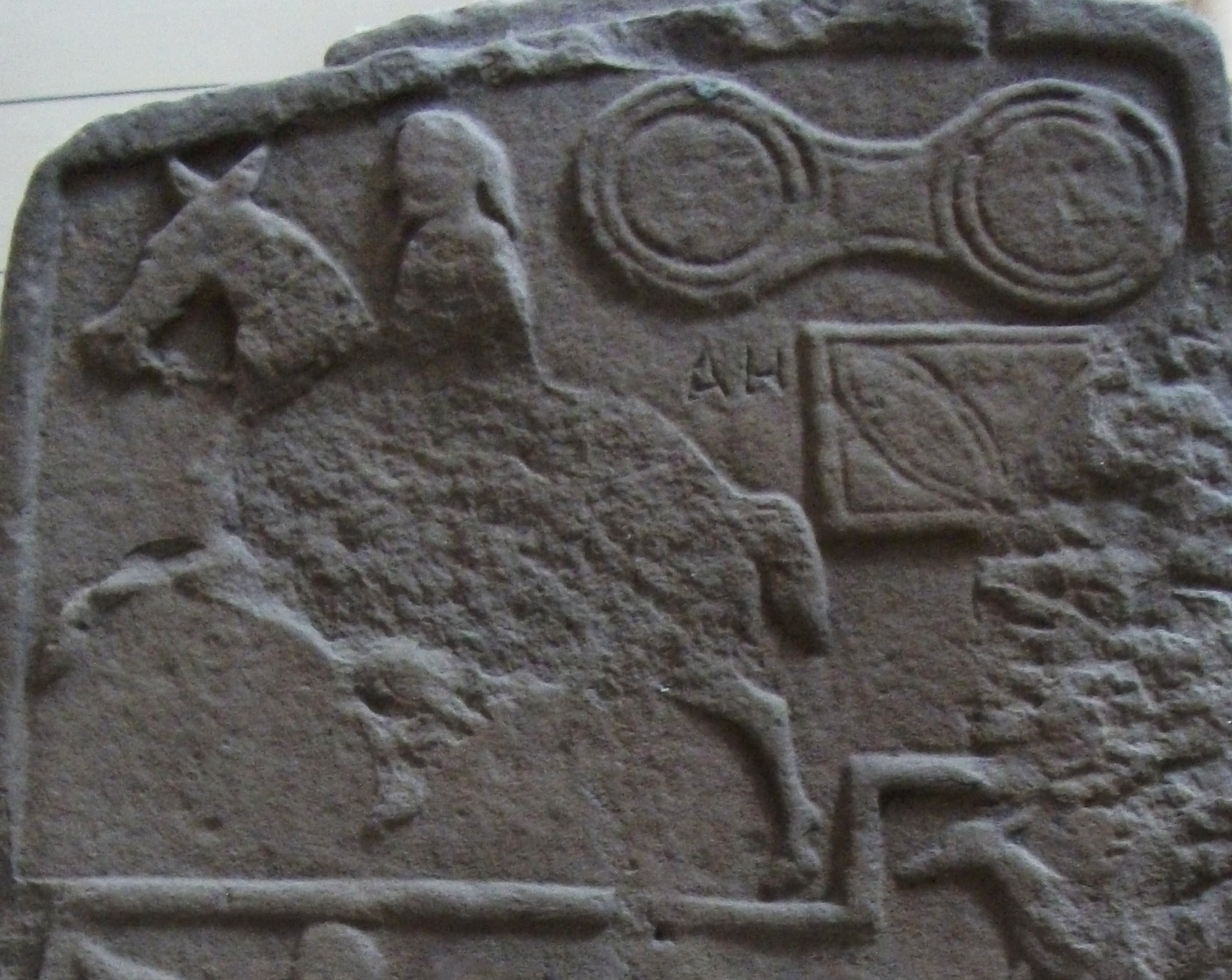
Simboli dei Pitti e un cavaliere su una pietra dei Pitti.

Dal V alla metà del IX secolo, l'arte dei Pitti è conosciuta principalmente attraverso la scultura in pietra e un numero minore di pezzi di metallo, spesso di altissima qualità; non sono noti codici miniati. I Pitti condividevano la Scozia moderna con una zona d'influenza culturale irlandese sulla costa occidentale, compresa Iona, e il regno anglosassone della Northumbria a sud. Dopo la cristianizzazione, gli stili insulari hanno fortemente influenzato l'arte dei Pitti, con intrecci prominenti sia nella lavorazione dei metalli sia nelle pietre (c.d. "Pietre pitte").
La pesante catena d'argento Whitecleuch ha simboli dei Pitti sui suoi terminali e sembra essere l'equivalente di una torque. I simboli si trovano anche su targhe del tesoro della Legge di Norrie. Si pensa che questi siano pezzi relativamente precedenti. Il San Ninian Isola del tesoro d'argento penannular spille, ciotole e altri oggetti viene dal largo della costa della terra dei Pitti ed è spesso considerato come la maggior parte della produzione dei Pitti, che rappresenta la migliore sopravvivenza del ritardo dei Pitti in metallo, da circa 800 d.C.

### XIX secolo - ilCeltic Revival

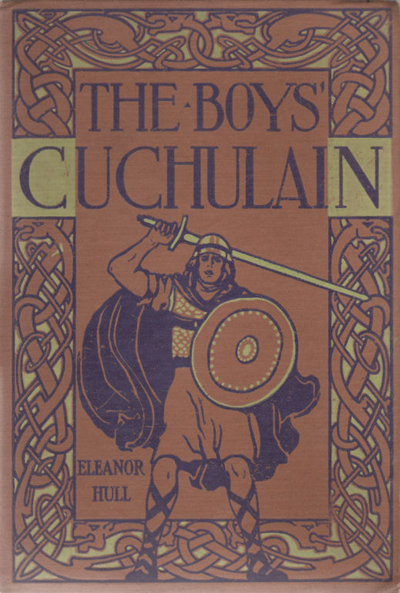
Copertina di The Boys Cuchulain (ed. 1904), in effetti più vicina allo stile vichingo di Urnes.

La rinascita dell'interesse per l'arte visiva celtica arrivò qualche tempo dopo il rinato interesse per la letteratura celtica. Nel 1840 le riproduzioni di spille celtiche e altre forme di lavorazione dei metalli erano di moda, inizialmente a Dublino, ma in seguito a Edimburgo, Londra e altri paesi. L'interesse fu stimolato dalla scoperta nel 1850 della Spilla Tara, che fu vista a Londra e Parigi nei decenni successivi. La reintroduzione della fine del XIX secolo di croci celtiche monumentali per tombe e altri monumenti commemorativi è stato probabilmente l'aspetto più duraturo del risveglio, quello che si è diffuso ben al di fuori delle aree e delle popolazioni con una specifica eredità celtica. L'intreccio è tipico di questi elementi ed è stato utilizzato anche come stile di decorazione architettonica, specialmente in America intorno al 1900, da architetti come Louis Sullivan, e in vetro colorato e stencil da parete di Thomas A. O'Shaughnessy, entrambi con sede a Chicago con la sua numerosa popolazione irlandese-americana. Lo "stile plastico" della prima arte celtica era uno degli elementi che alimentavano lo stile decorativo Art Nouveau, molto consapevolmente così nel lavoro di designer come Archibald Knox (originario dell'Isola di Man), che ha lavorato molto per Liberty & Co.
Il movimento Arts and Crafts in Irlanda abbracciò inizialmente lo stile celtico salvo poi recedere negli anni '20. Il governatore della National Gallery of Ireland, Thomas Bodkin, scrivendo sulla rivista The Studio nel 1921, attirò l'attenzione sul declino dell'ornamento celtico nella sesta mostra della Arts and Crafts Society of Ireland disse: "L'arte nazionale di tutto il mondo ha scoppiò molto tempo fa, gli stretti confini entro i quali è cullato, e diventa più cosmopolita nello spirito con ogni generazione successiva". George Atkinson, scrivendo la prefazione al catalogo di quella stessa mostra, ha sottolineato la disapprovazione della società per qualsiasi indebita enfasi sull'ornamento celtico a scapito del buon design. "La supplica speciale a nome dell'ornamento tradizionale nazionale non è più giustificabile." Lo stile era servito alla causa nazionalista come emblema di una distinta cultura irlandese, ma presto le mode intellettuali abbandonarono l'arte celtica guardando nostalgicamente all'indietro.
L'interlace, che è ancora visto come una forma di decorazione "celtica", ignorando in qualche modo le sue origini germaniche e il posto altrettanto importante nell'arte medievale anglosassone e scandinava, è rimasto un motivo in molte forme di design popolare, specialmente nei paesi celtici, e soprattutto l'Irlanda, dove rimane una firma di stile nazionale. Negli ultimi decenni è stato utilizzato in tutto il mondo nei tatuaggi, e in vari contesti e media in opere fantasy con un'ambientazione quasi del Medioevo. The Secret of Kells è un film d'animazione del 2009 che romanza l'origine del Libro di Kells e ricorre ampiamente a motivi del design Insulare.
Negli anni '80 era iniziata una nuova rinascita celtica, che continua ancora oggi. Spesso questo movimento della fine del XX secolo viene definito Rinascimento celtico. Negli anni '90 il numero di nuovi artisti, artigiani, designer e rivenditori specializzati in gioielli e artigianato celtico era in rapido aumento. Il Rinascimento celtico è stato un fenomeno internazionale, con i partecipanti non più limitati ai soli paesi celtici del Vecchio Mondo.
Il 9 giugno è stata designata "Giornata internazionale dell'arte celtica" nel 2017 da un gruppo di artisti e appassionati celtici contemporanei. La giornata è un'occasione per mostre, promozioni, workshop e dimostrazioni.

## Tipi e termini dell'arte celtica

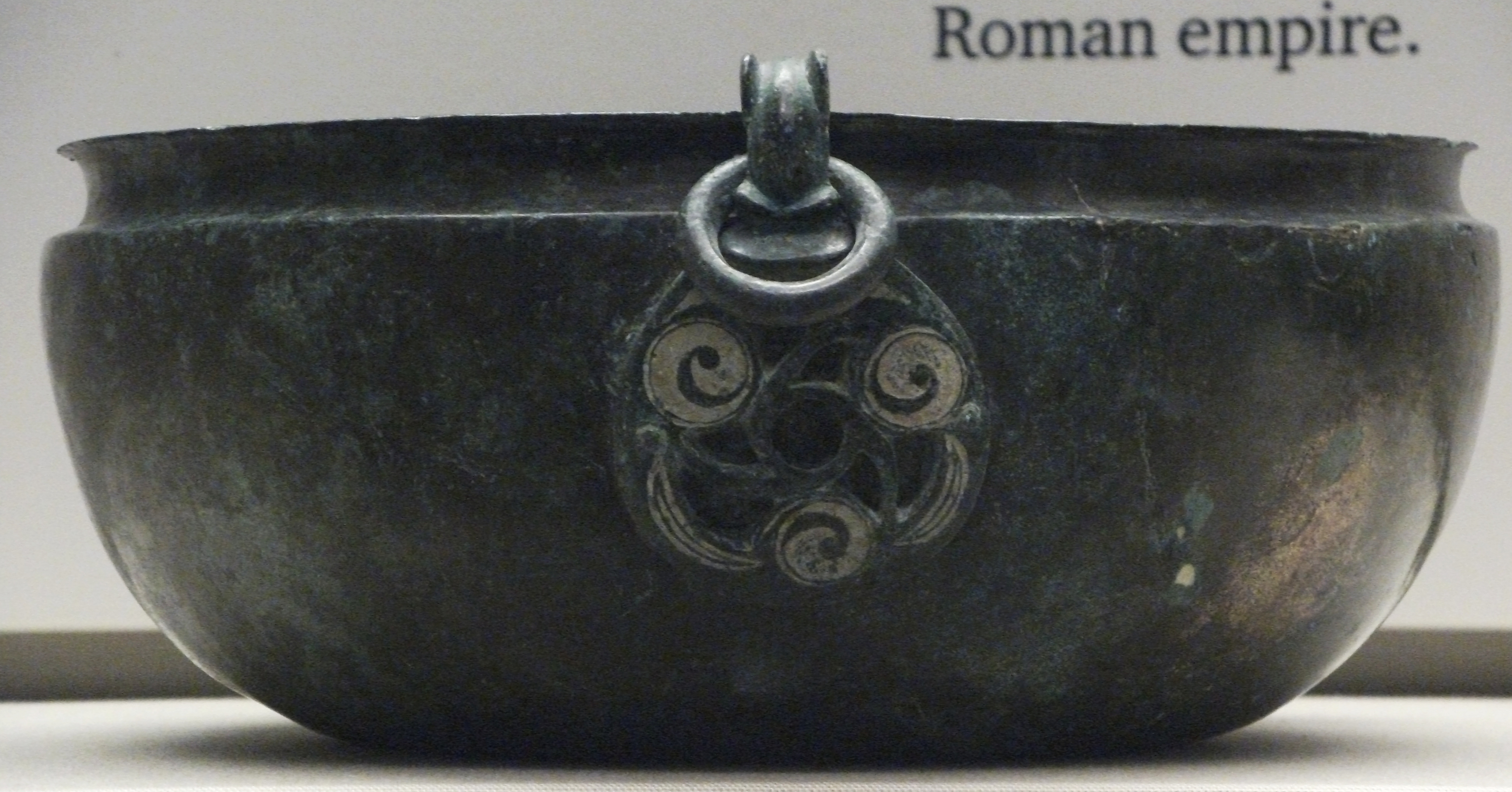
Una ciotola sospesa di Sutton Hoo.

- Calendario celtico : Il calendario celtico materiale più antico è il frammentato Calendario di Coligny in Lingua gallica del I secolo a.C. o d.C.
- Ciotola appesa : Secondo la teoria tradizionale, questa tipologia di vasellame fu creata da artigiani celtici durante il periodo delle conquiste anglosassoni dell'Inghilterra. Erano basati su un design romano, solitamente in lega di rame con 3 o 4 anelli di sospensione lungo il bordo superiore, da cui erano progettati per essere appesi, forse da travi del tetto o all'interno di un treppiede. Il loro interesse storico-artistico deriva principalmente dalle placche tonde decorate, spesso con smalto, che la maggior parte ha lungo i bordi. Alcuni dei migliori esempi si trovano nel tesoro di Sutton Hoo (625) che sono smaltati. La conoscenza della loro fabbricazione si diffuse in Scozia e in Irlanda nell'VIII secolo. Tuttavia, sebbene i loro stili continuino le tradizioni popolari romano-britanniche, l'ipotesi che siano stati fatti in Irlanda è ora messa in dubbio.
- Triscele[4][40][41] o triskelis[42]/triskell, conosciuta anche con il nome grecizzato di triskelion (in araldica triquetra, sebbene la triquetra sia diversa come struttura e con significato più particolare; a volte erroneamente trinacria) : è un antico simbolo formato da 3 spirali unite in un punto centrale, più generalmente tre spirali intrecciate, o, per estensione, qualsiasi altro simbolo con tre protuberanze e una triplice simmetria rotazionale. Solo successivamente venne introdotta la raffigurazione di un essere con tre gambe (dal greco antico: τρισκελής?, triskelḗs). La figura dà il nome anche al simbolo.

## Architettura
Le prove archeologiche in nostro possesso non permettono d'identificare particolari stili architettonici precipui delle popolazioni celtiche, né le fonti scritte hanno testimoniato ai posteri l'esistenza di strutture lignee e murarie particolari tipiche dei Celti. Ciò nonostante, le popolazioni celtiche, sia continentali sia insulari, contribuirono in maniera significativa all'urbanizzazione del continente europeo promuovendo la diffusione dello schema urbano basato sul c.d. "oppidum", vocabolo utilizzato dai Romani (Cesare anzitutto) per indicare tutte le grandi città pre-romane dell'Europa occidentale e centrale.
Molti oppida sorsero attorno a una fortezza di collina, chiamata dun (brittonico din, gaelico dùn, reso in latino con dūnum) dai Celti e briga dai Celtiberi, sebbene di per sé il termine oppidum non implichi necessariamente la presenza di fortificazioni. Gli oppida circondati da fortificazioni erano chiamati oppida fortificati, un tipo d'insediamento della tarda età del bronzo circondato da un terrapieno e da una fossa. Il muro difensivo era in terra e pietra, del tipo oggi definito murus gallicus. L'oppidum fortificato differisce dalle fortezze di collina in quanto non è necessariamente situato su un rilievo elevato e per il fatto di essere un insediamento permanente con una rilevante funzione economica. Oltre che come fortezze di collina rioccupate, si possono trovare anche a bordo valle e vicino ai fiumi. Prove ottenute da scavi archeologici suggeriscono che erano centri di commercio, politici e religiosi, con determinate aree all'interno dedicate a ciascuna funzione. Si trovano in Germania, nel Baden Würtenberg, nella Francia settentrionale, in Belgio e nella parte meridionale della Gran Bretagna (ove il dun fu introdotto non prima del VII secolo a.C.) e coprono superfici di oltre 100.000 m².
Cesare racconta che ogni tribù gallica aveva numerosi oppida, ciascuno di diversa importanza, ipotizzando perciò una sorta di gerarchia urbana con vere e proprie capitali. Le evidenze archeologiche supportano tali asserzioni. A titolo di esempio, l'Oppidum di Manching, fondato nel III secolo a.C. ed in uso fino al 50-30 a.C., fu uno dei più importanti agglomerati urbani al nord delle Alpi, sia dal punto di vista dell'estensione che della popolazione, probabile capitale della tribù celtica dei Vindelici. Al suo apogeo, nella seconda metà del II secolo a.C., aveva un baluardo difensivo di 7,2 km di perimetro ed un'estensione di 380 ettari, arrivando a ospitare una popolazione che si stima tra i 5.000 e i 10.000 abitanti.

## Scultura

### Statuaria

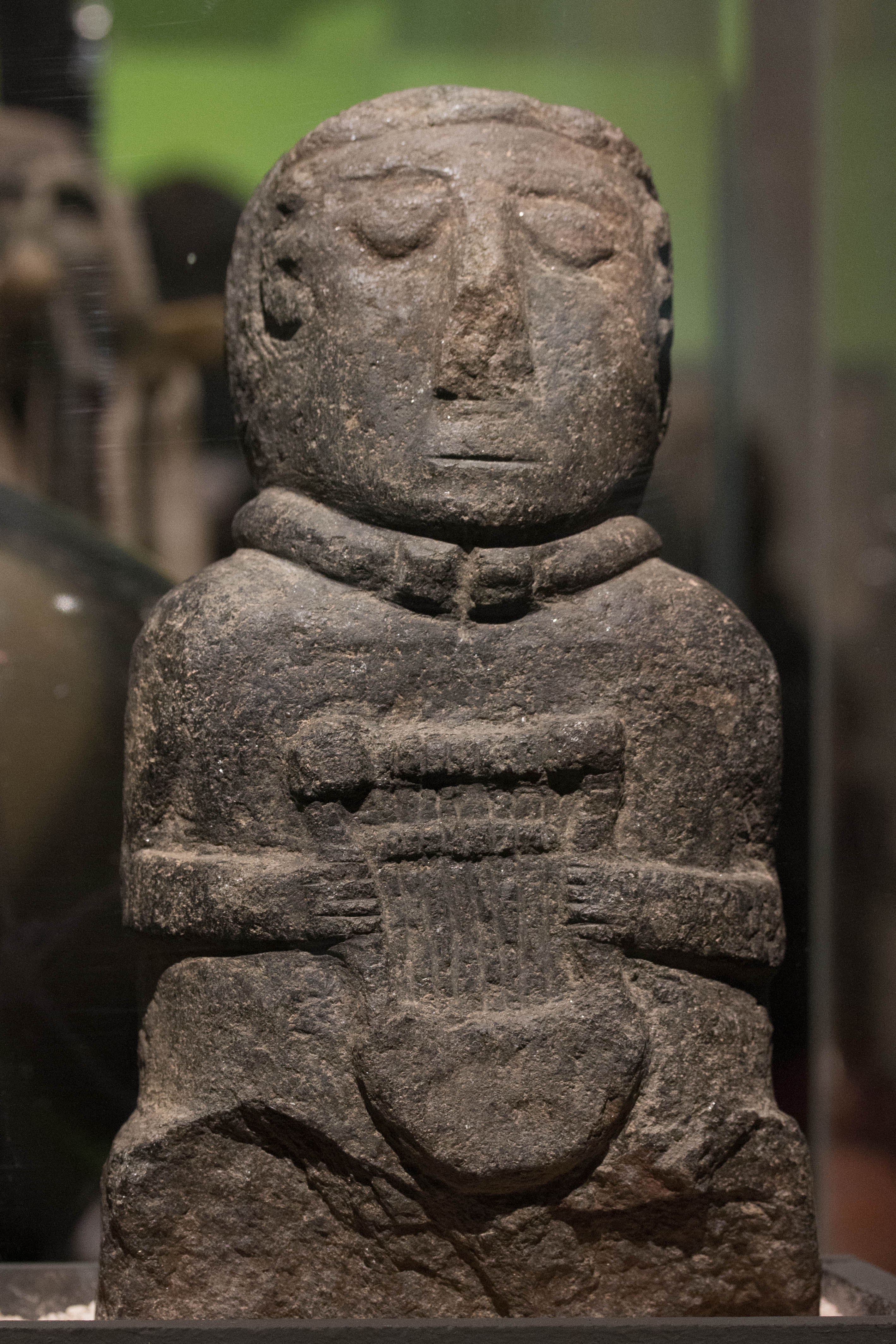
Il c.d. " Bardo di Paule".

La statuaria è considerata come "eccezionale" nel contesto artistico celtico che è stata da sempre considerato non figurativa. Di conseguenza, la scultura era considerata una forma d'arte poco praticata dalle popolazioni celtiche e/o fortemente influenzata dalla cultura mediterranea (Greci e Romani). La proliferazione di scoperte e nuovi studi su vecchie scoperte scuote questa osservazione. Senza che sia ancora possibile determinare un'evoluzione globale, nel tempo e nello spazio, diventa possibile definire alcune serie.
Stele e statue-stele compaiono nelle residenze nobiliari di Hallstatt: nel Württemberg del VI secolo a.C. o a Vix in Côte-d'Or ove sono stati ritrovati dei frammenti. I due pezzi più significativi di questo corpus sono il c.d. "Guerriero di Hirschlanden" e il "Principe di Glauberg" (de. "Keltenfürst"), entrambi realizzati in arenaria e rinvenuti presso il tumulo di un capo/eroe che quasi sicuramente raffiguravano. Nella regione storica della Gallia Narbonense (più o meno sovrapponibile all'attuale regione francese dell'Occitania) sviluppò un corpus di stele antropomorfe in un periodo più o meno sovrapponibile a quello delle statue tardo-hallstattiane tedesche. Si tratta di blocchi di sezione rettangolare o quadrata, anepigrafi, generalmente senza figurazione di arti o teste, anche se alcune stele hanno palesemente subito una decapitazione volontaria (come nel sito di Touriès) ma con corazze stilizzate (ne sono addirittura riconoscibili le spalline) del tipo Kardiophylax, a volte assimilate a uno scudo, e la cintura. Anche queste stele, come in altre culture antiche, potrebbero essere state dipinte. Esiste poi un corpus di stele antropomorfe ispaniche denominate dallo studioso Emil Hübner i "Guerreros galaicos" (trad. dallo spagnolo in "Guerrieri galleci") molto simili al "Principe di Glauberg" ed al "Guerriero di Hirschlanden". Tale similitudine si manifesta sia a livello evolutivo (si tratta anche in questo caso di stele antropomorfe sviluppate a partire da statue-stele precursori), sia stilistico (è anche in questo caso la raffigurazione delle torque e delle spade celtiche a confermare la contiguità spazio-temporale con le culture del ferro precedenti l'occupazione romana dei territori), sia nella ripresa della "grandezza naturale" e da ultimo nell'utilizzo, essendo anche i Guerreros utilizzati a scopo sia celebrativo d'un eroe estinto sia a scopo tutelare come divinità guerriera posta in prossimità della cinta muraria dell'insediamento.

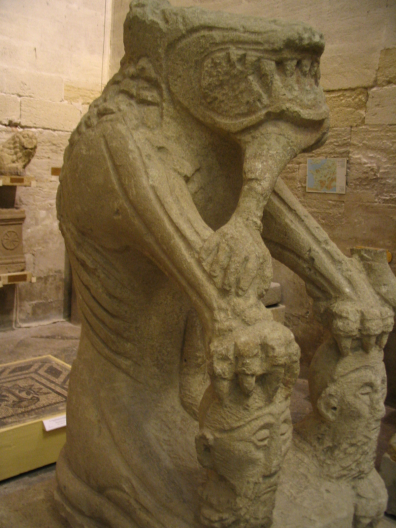
"Tarasca di Noves" - III-I secolo a.C. - Musée lapidaire d'Avignone.

Le stele iberiche e liguri, le statue-stele celtibere, narbonensi e tardo-hallstattiane della Germania manifestano dunque una serie di legami stilistici che ci permettono di supporre scambi culturali tra questi bacini di produzione d'opere d'arte sia durante l'arcaica sia durante la piena età celtica. Integrandosi su questo sostrato, l'arte romana, nella sua accezione "provinciale", portò alla produzione delle statue gallo-romane (il "Guerriero di Vachères" e il "Guerriero di Mondragon" esposti al Musée lapidaire d'Avignone, entrambe datate al I secolo a.C.) erroneamente ritenute per molto tempo le uniche manifestazioni della statuaria gallica.
Sempre nella Narbonense, nella regione di Nîmes, furono rinvenuti una serie di piccoli busti di fattura abbastanza simile, datati al VI-V secolo a.C.: i c.d. "Busti di Sainte-Anastasie", scoperti in un campo a una dozzina di chilometri da Nîmes, o il "Busto di Corconne". Evidenziata dal ritrovamento delle quattro statue della c.d. "Fortezza di Paule", la serie di busti su piedistallo è ancora oggetto di speculazioni sulla sua influenza cronologica. Un'altra delle sue peculiarità è la sua distribuzione spaziale molto più ampia rispetto alle altre serie di statue. Questa distribuzione spaziale copre infatti almeno l'Armorica e la Gallia Centrale, con una relativa concentrazione di opere nel territorio dei Biturigi (tribù gallica che secondo Tito Livio, Ab Urbe condita, V, avrebbe dominato sulle altre nel corso del VI secolo a.C.), ma è probabile che superi i confini della Gallia stessa. Il rinvenimento negli Anni 60 di ex-voto in legno intagliato presso le sorgenti della Senna e nel santuario della sorgente del Roches (vicino a Clermont-Ferrand, nel Puy-de-Dôme) hanno poi permesso agli studiosi di approfondire la statuaria lignea gallica, consegnando un numero molto elevato di statuette, principalmente di quercia e faggio, ivi depositate come ex voto.
Statue di guerrieri e altri membri della élite galliche del IV-II secolo a.C. scolpite a tutto tondo, più o meno a grandezza naturale, rappresentati seduti a gambe incrociate, con oggetti simbolici tra le mani, sono state scoperte presso l'Acropoli Preistorica di Roquepertuse e a Glanum, unitamente ai frammenti di statue provenienti dal Oppidum di Entremont.
L'arte celtica ha poi prodotte molte opere raffiguranti soggetti zoomorfi o mostruosi: anzitutto la ricca produzione celtiberica dei Verraco, grandi sculture zoomorfe di pietra, molto stilizzate, raffiguranti cinghiali o tori; la frequente raffigurazione del cinghiale, simbolo dei Druidi, la classe dirigente sacerdotale, su idoli ed insegne militari (es. il c.d. "Cinghiale di Soulac-sur-Mer"); la c.d. "Tarasca di Noves"; ecc.

### Alte croci

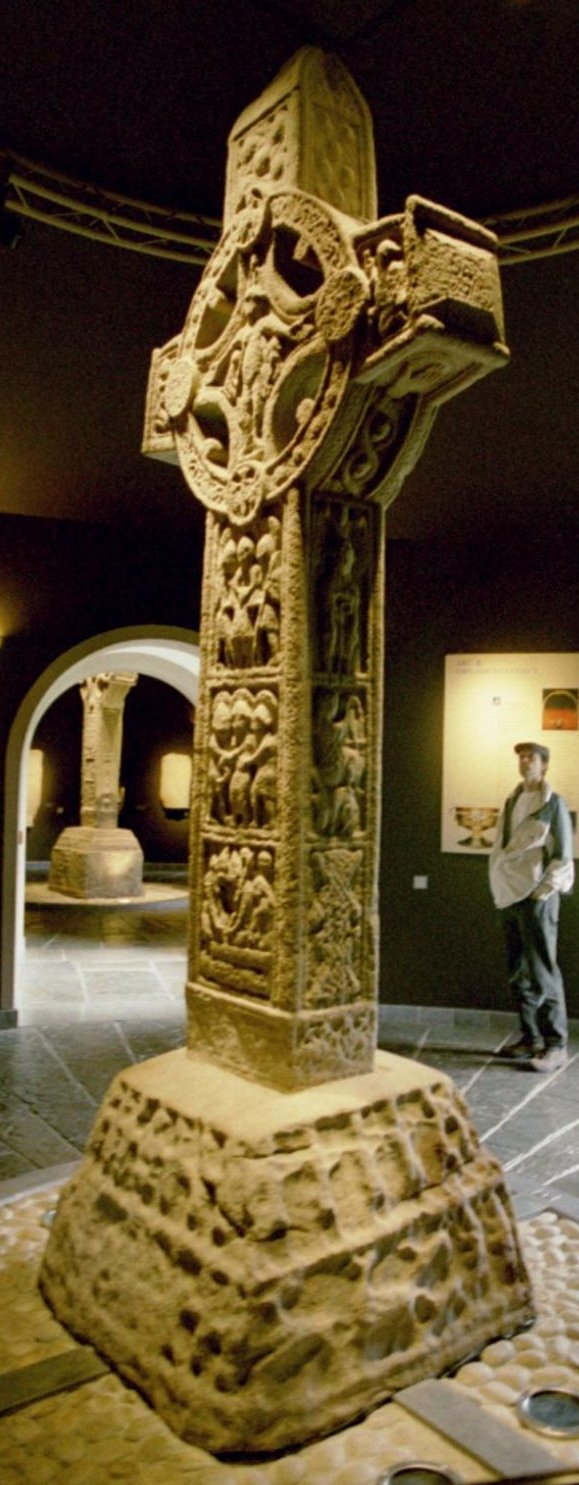
"Croce delle Scritture" di Clonmacnoise (Irlanda)

Una Alta croce detta talvolta impropriamente Croce astile (irlandese cros ard / ardchros; gaelico scozzese crois àrd / àrd-chrois, gallese croes uchel / croes eglwysig) è una croce cristiana in pietra eretta solitaria in un luogo e spesso riccamente decorata e scolpita. Essa è un lato tipico della prima tradizione medievale di Irlanda e Britannia, spesso in luoghi aperti. Questa fu probabilmente l'unione della tradizione di realizzare croci in legno unitamente alla memoria delle pietre memoriali celtiche pagane; le pietre pitiche di Scozia ne possono aver influenzato la forma. I primi esempi giunti fino a noi risalgono all'epoca dell'anglosassone Regno di Northumbria che venne convertito al cristianesimo per opera di missionari irlandesi. Non è chiaro se tale tradizione abbia preso piede prima in Irlanda o in Britannia.
Le decorazioni a rilievo presenti sono un misto di figure religiose e decorazioni come nodi celtici, tralci d'uva e decorazioni tipici anche dei manoscritti minati. Queste decorazioni erano solitamente dipinte, ma su croci esposte all'aperto, si pensò di rendere tali decorazioni più durature scolpendole così da lasciar intuire maggiormente anche il chiaroscuro delle varie scene.
Le croci più antiche erano solitamente alte circa due metri, anche se esempi più tardi in Irlanda giungono anche ai tre metri. Gli esempi anglosassoni di solito si presentano più fini rispetto a quelli irlandesi, ma possono per contro essere grandi; le croci realizzate nella Northumbria sono contraddistinte da una presenza maggiore di decorazioni ornamentali più che di figure. Le croci spesso, ma non obbligatoriamente, presentano un anello di pietra all'altezza dell'intersezione dei due bracci, formando così una croce celtica. Il termine "alta croce" è in particolare utilizzato per descrivere gli esemplari presenti in Irlanda e Scozia ma la tradizione prosegue anche in variazioni regionali.
Alcune croci vennero erette appena fuori da chiese o monasteri, lungo alcune strade o per segnalare luoghi importanti, a incroci di strade o a segnare vie sacre. Quando queste iniziarono ad essere utilizzate come croci di preghiera, vennero spesso spostate dalle loro collocazioni originarie. Durante il Celtic revival del XIX secolo vi fu un revival di croci con decorazioni di stile insulare per tombe e memoriali che si trovano ancora oggi in diverse parti del mondo.

### Pietre pitte

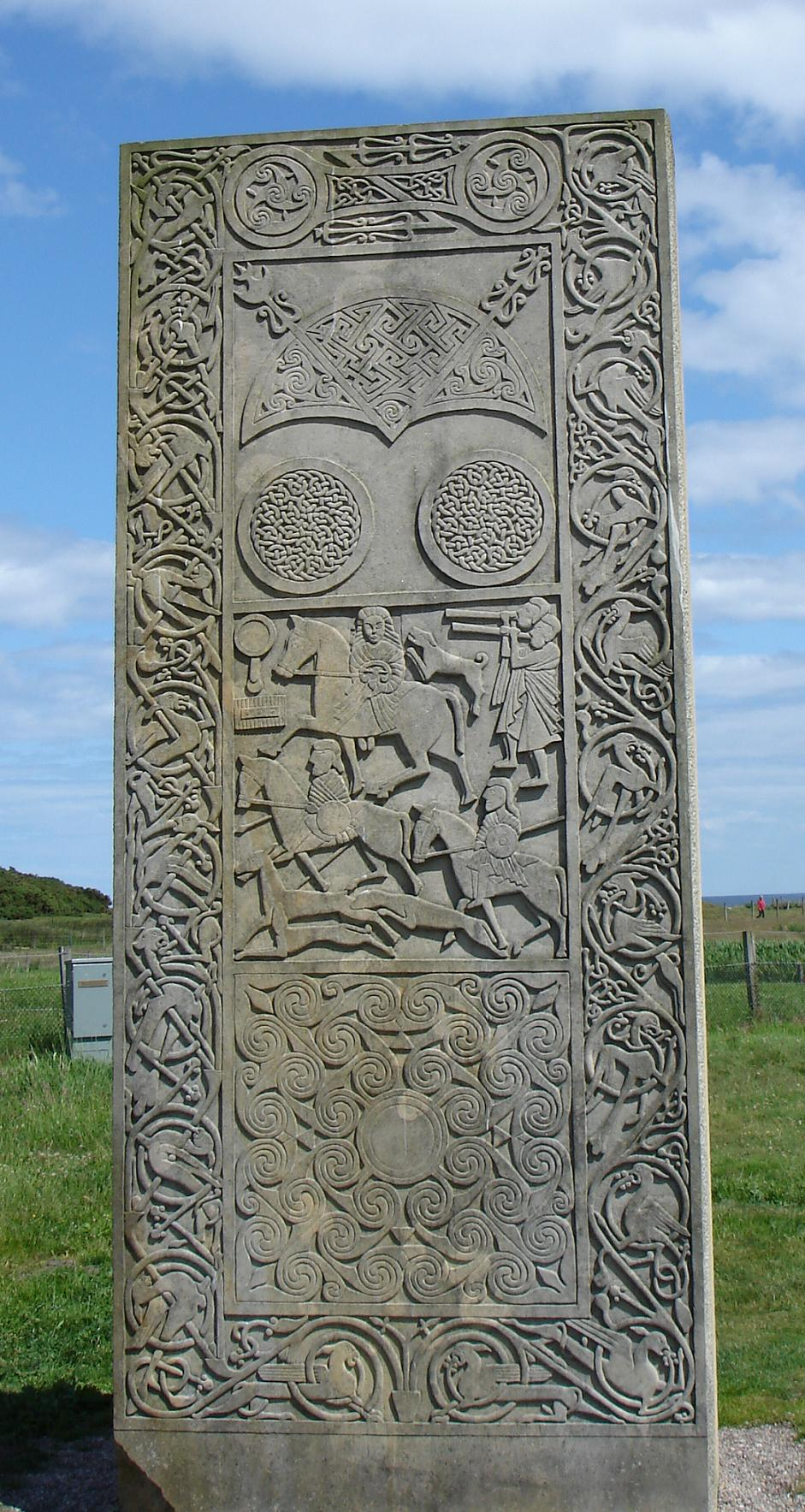
Hilton of Cadboll Stone (Pietra pitta di Classe II) - replica in situ.

Le pietre dei Pitti erano lastre di roccia rettangolare con una croce scolpita in rilievo sulla faccia della lastra, con altre immagini e forme scolpite ovunque. Sono organizzate dagli studiosi in 3 Classi, in base al periodo d'origine.
| Classe     | Caratteristiche |
| ---------- | --- |
| Classe I   | Pietre non sagomate, erette e incise con una serie di circa 35 simboli che includono disegni astratti (dati nomi descrittivi come mezzaluna e verga a V, doppio disco e verga a Z, "fiore" e così via dai ricercatori); sculture di animali riconoscibili (toro, aquila, salmone, vipera e altri), nonché la c.d. "Bestia Pitta", e oggetti della vita quotidiana (un pettine, uno specchio). I simboli si presentano quasi sempre in coppia, con in circa un terzo dei casi l'aggiunta dello specchio, o specchio e pettine, simbolo, sotto gli altri. Questo è spesso usato per simboleggiare una donna. A parte uno o due valori anomali, queste pietre si trovano esclusivamente nel nord-est della Scozia dal Firth of Forth alle Shetland . Buoni esempi includono le pietre di Dunnichen e Aberlemno (Angus) e le pietre di Brandsbutt e Tillytarmont (Aberdeenshire). |
| Classe II  | Lastre a forma di croce scolpite in rilievo, o in una combinazione di incisione e rilievo, con una croce prominente su una, o in rari casi due, facce. Le croci sono riccamente decorate con intrecci, motivi a chiave o volute, in stile "Insulare". Sulla faccia secondaria della pietra compaiono simboli dei Pitti, spesso essi stessi decorati in modo elaborato, accompagnati da figure di persone (in particolare cavalieri), animali sia realistici che fantastici e altre scene. Le scene di caccia sono comuni, i motivi biblici lo sono meno. I simboli spesso sembrano "etichettare" una delle figure umane. Scene di battaglia o combattimento tra uomini e animali fantastici possono essere scene della mitologia dei Pitti. Buoni esempi includono lastre di Dunfallandy e Meigle (Perthshire), Aberlemno, Nigg, Shandwick e Hilton of Cadboll (Easter Ross). |
| Classe III | Pietre nello stile dei Pitti ma mancanti dei simboli caratteristici. La maggior parte sono lastre incrociate, sebbene ci siano anche pietre reclinate con prese per una croce inserita o una piccola lastra incrociata: es. a Meigle. Queste pietre potrebbero risalire in gran parte a dopo l'acquisizione scozzese del regno dei Pitti a metà del IX secolo. Gli esempi includono il sarcofago e la vasta collezione di lastre incrociate a Saint Andrews (Fife). |

Importanti collezioni di pietre dei Pitti si trovano a: Meigle, St Vigeans (Angus) e St Andrew's Cathedral (Fife) (tutta la Scozia storica), il National Museum of Scotland (che espone anche quasi tutti i principali reperti metallici sopravvissuti dei Pitti), il Meffan Institute di Forfar ( Angus ), Inverness Museum, Groam House Museum, Rosemarkie and Tarbat Discovery Centre, Portmahomack (entrambi Easter Ross) e Tankerness House Museum a Kirkwall, nelle Isole Orcadi.

## Pittura

### Manoscritti miniati

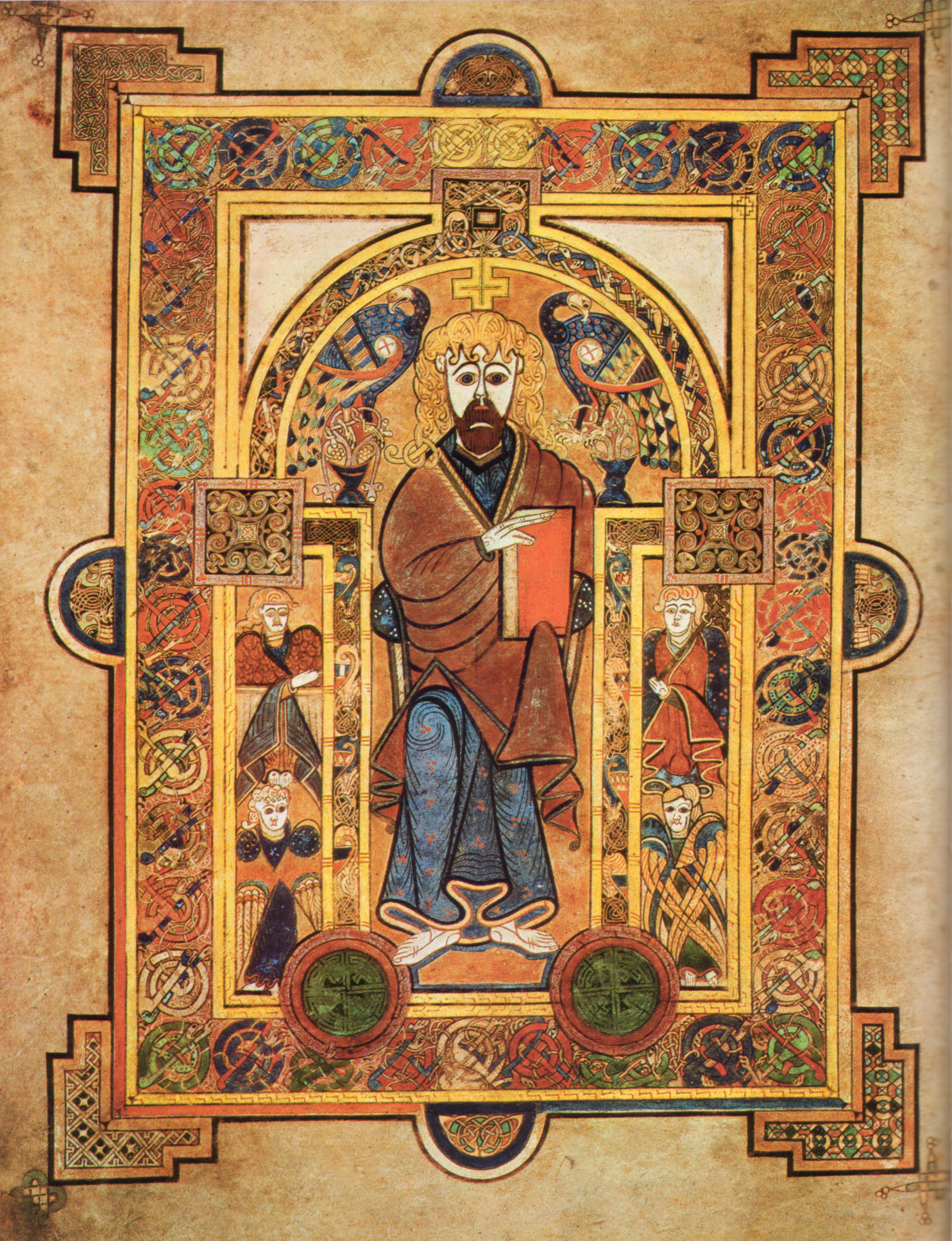
Maiestas Domini dal "Libro di Kells".

La produzione iberno-sassone di miniature era caratterizzata principalmente dall'uso d'una decorazione astratta a struttura lineare continua, con motivi decorativi, soprattutto a intreccio, inseriti in precisi schemi geometrici, e dall'uso di colori vivaci, accostati per contrasto, che costituiscono parte essenziale della composizione.
Le decorazioni miniate appartengono a 4 tipologie principali:
- incorniciature delle tavole canoniche;
- ritratti degli Evangelisti a tutta pagina inseriti in una cornice decorativa;
- pagine interamente decorate "a tappeto" con ornamenti geometrici e/o intrecciati, c.d. "Pagina tappeto", che ricoprono interamente lo spazio disponibile, spesso intorno ad una grande croce --- era una caratteristica standard dei libri evangelici, con una pagina come introduzione a ogni Vangelo: il primo esempio conosciuto è il c.d. "Orosius di Bobbio" del VII secolo[60];
- grandi capolettera che occupano quasi interamente la pagina.

Il più antico manoscritto irlandese pervenutoci (nonché secondo salterio latino più antico) è probabilmente il "Cathach di san Columba" (VII secolo), un salterio mutilo, la cui decorazione è ridotta alle lettere iniziali ornate dell'inizio di ciascun salmo.

## Gioielleria
La gioielleria è la branca artistica degli antichi Celti della quale sono sopravvissute le maggiori testimonianze. Tipici dell'artigianato celtico, gallico in particolare, sono i torque, collane o bracciali propiziatori realizzati in oro, argento o bronzo. Altri manufatti artistici celtici conservati sono gioielli, coppe e paioli. Gli oggetti metallici, al termine della lavorazione, venivano abbelliti mediante applicazioni di materiale colorato. Su numerosi manufatti si hanno infatti, a partire dal IV secolo a.C., testimonianze di fusioni di smalti, ottenuti con una particolare pasta di vetro. Questo smalto di colore rosso era inizialmente fissato tramite una fine reticella di ferro, unitamente al corallo mediterraneo, direttamente sugli oggetti, quasi rappresentassero una forma magica di sangue, "pietrificato del mare" e uscito dal fuoco. A partire dal III secolo a.C., con l'evoluzione della tecnica di fusione, furono sviluppati nuovi oggetti, quali braccialetti di vetro policromo, e sviluppate nuove tecniche come l'applicazione diretta e fusione dello smalto su spade e parure, senza l'utilizzo di strutture di supporto. Nuovi colori, come il giallo e il blu, furono introdotti a partire dal II-I secolo a.C. anche se il rosso rimase il colore predominante.

### Torque
La torque, anche torquis, torc o torq (dal latino torquis o torques, da torquĕo, it. "torcere"), è il gioiello celtico per antonomasia. Si tratta di un collare o un girocollo (più raramente un bracciale) solitamente d'oro o bronzo (più raramente d'argento) realizzato con una disposizione a tortiglione da cui deriva il nome.
Per i Celti la torque era molto più di un gioiello: era un oggetto mistico, parte integrante dell'identità del popolo. Costituiva una sorta di segno tipico della divinità e, di conseguenza, indossandola ci si garantiva protezione. Era un talismano catalizzatore e avvicinava l'uomo agli dèi concentrandone l'energia mistica sul proprio corpo. La torque indicava l'alto rango di chi la indossava e per questo motivo veniva spesso utilizzata nelle raffigurazioni delle divinità oltre che utilizzata frequentemente nelle sepolture cerimoniali di individui socialmente importanti come attestato dalla "Tomba di Hochdorf" e della "Tomba di Vix".

### Fibule

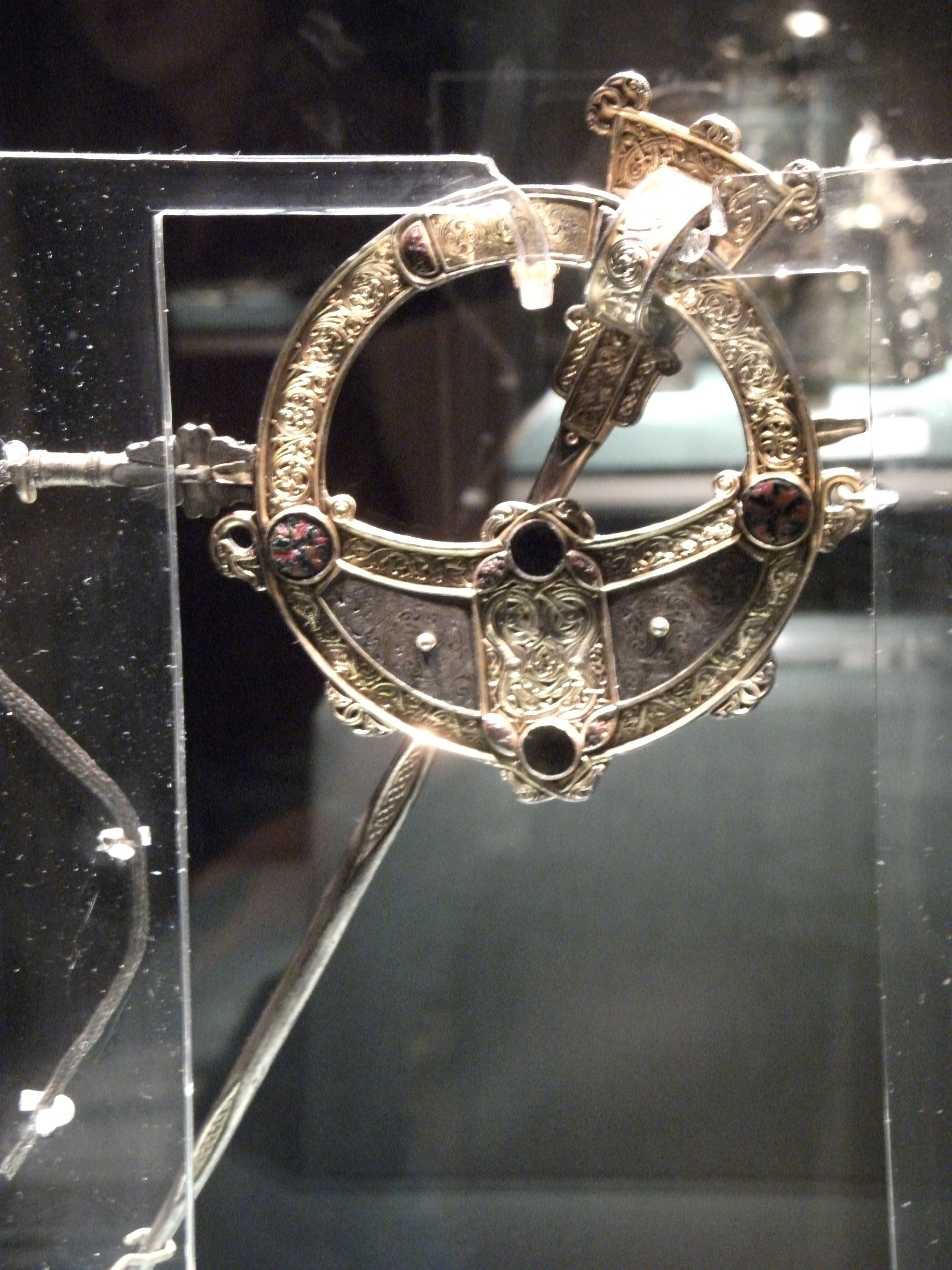
La "Fibula di Tara", spettacolare esempio di fibula celtica.

Poco dopo il 700, iniziarono a essere prodotte nelle isole britanniche grandi fibule in metalli preziosi ornate di gemme: manufatti di fattura pregiatissima, espressione delle mature capacità orafe di artisti, destinate alle élite celtiche. Si ritiene  che all'origine di questa nuova, spettacolare produzione di grandi fibule riccamente decorate abbia concorso la contaminatio artistica veicolata dagli spostamenti dei monaci irlandesi sul continente, interessato nel medesimo periodo alla estrosa produzione orafa delle corti romano-barbariche.
Si distinguono 3 tipologie di fibule:
1. Fibule Penannular - ad anello aperto, atte ad agganciare la stoffa senza bucarla;
2. Fibule Pseudo-Penannular - ad anello chiuso con simulazione degli apici terminali;
3. Fibule Thistle - di foggia più semplice, prodotte durante le ultime fasi dell'epoca vichinga (XI secolo).

Inizialmente un semplice elemento metallico di supporto nel vestiario dei Celti, il cui utilizzo data alla prima età del ferro, le fibule divennero veri e propri oggetti di oreficeria tra l'VIII e il X secolo. Manufatti preziosissimi vennero in quel periodo prodotti per le élite gaeliche dominanti in Scozia e Irlanda, costituendosi quale parte fondamentale dell'arte celtica altomedievale e, specificatamente, della cosiddetta arte insulare.

## Numismatica
Una monetazione celtica è attestata da coniazioni che vanno dal IV secolo a.C. fino alla fine del I secolo a.C. Il passaggio a un'economia monetaria, presso i Celti, avvenne per le relazioni e i contatti commerciali con i Greci e per la presenza dei mercenari celtici presso le comunità greche. Le monete celtiche subirono, quindi, l'influenza della monetazione mediterranea: in origine copiavano i tipi greci, soprattutto le monete del Regno di Macedonia del periodo di Filippo II e di suo figlio Alessandro Magno. Di conseguenza in diverse monete celtiche si trovano tipi greci o addirittura lettere greche, soprattutto in quelle della Gallia meridionale. Col tempo, la produzione monetale conobbe un'evoluzione, con una progressiva stilizzazione dell'iconografia, un processo che, da una prospettiva greca, potrebbe essere definito di "imbarbarimento", ma che per gli artigiani celti fu solo libera espressione del loro estro:
(Duval 1959)

## Tessitura
I Celti avevano notevole gusto per i colori accesi anche sui tessuti che usavano per confezionare i loro abiti, come ancora oggi testimoniano i moderni tartan scozzesi. Diodoro Siculo racconta che «i Celti indossavano abiti sorprendenti, tuniche tinte in cui fioriscono tutti i colori, e pantaloni che chiamano "brache". Sopra portano dei corti mantelli a righe multicolori, stretti da fibule, di stoffa pelosa d'inverno e liscia d'estate».

## Musica
Benché i Celti avessero sviluppato una propria produzione musicale, coltivata soprattutto dai bardi, nessuna testimonianza concreta è sopravvissuta fino ai nostri giorni. L'attuale musica celtica è uno stile musicale moderno, sviluppato a partire dalla musica folclorica nei Paesi che ospitano le lingue celtiche contemporanee.

### Esplicative
1. ↑  Le lingue celtiche vengono tradizionalmente classificate in continentali e insulari; queste ultime sono a loro volta divise in lingue goideliche (lingua gaelica iberno-scozzese; lingua gaelica irlandese o Gaeilge; lingua gaelica scozzese o Gàidhlig; lingua mannese o Gaelg) e lingue brittoniche (lingua brittonica occidentale, cioè lingua cumbrica e lingua gallese; lingua britonnica sud-occidentale, cioè lingua bretone e lingua cornica; lingua ivernica).
2. ↑  Raftery 2004, pp. 184-185 : Il lavoro dello studioso tedesco Paul Jacobsthal (fond. Early Celtic Art), rimane il fondamento dello studio dell'arte del periodo di Hallstatt.
3. ↑  Anch'esso di etimologia indoeuropea: connesso, per esempio, all'inglese antico dūn ("altura", "montagna"). Nei toponimi gallici appare spesso come suffisso (-dun) - Villar 1997
4. ↑  Dalla radice indoeuropea *bhrgh ("alto", "elevato"); cfr.  Villar F, Gli Indoeuropei e le origini dell'Europa, Bologna, Il Mulino, 1997,  p. 519, ISBN 88-15-05708-0.

### Bibliografiche
1. 1 2  Megaw 2001.
2. ↑  (EN) Hill JD, Technologies of Enchantment: Early Celtic Art in Britain, su britishmuseum.org, British Museum. URL consultato il 23 dicembre 2020 (archiviato dall'url originale il 4 agosto 2012).
3. ↑  (EN) Sykes B, Saxons, Vikings, and Celts, W.W. Norton & Co, 2008,  pp. 281-284.
4. 1 2 3 4 5 6 7  Duval 1959.
5. ↑  Jacobsthal 1944.
6. ↑  Johns 1996, p. 24.
7. ↑  (EN) Ó Ríordáin SP e Glyn ED, New Grange and the Bend of the Boyne, F.A. Praeger, 1964,  pp. 26.
8. ↑  NMI, pp. 125-126.
9. 1 2  Raftery 2004, p. 186.
10. ↑  Green 1996, pp. 121-126 e 138-142.
11. 1 2  (FR) Lescure B, Cognard F e Gantès LF, Le sanctuaire celto-ligure de Roquepertuse, in Archeologia, n. 303, luglio-agosto 1994,  pp. 40-47, ISSN 0570-6270 (WC · ACNP).
12. 1 2 3  (FR) Garcia D, La Celtique méditerranéenne. Habitats et sociétés en Languedoc et en Provence du viiie au iie siècle av. J.-C., 2ª ed., Parigi, Éditions Errance, 2014.
13. 1 2  (FR) Gérin-Ricard H : de, Le sanctuaire préromain de Roquepertuse à Velaux (Bouches-du- Rhône), Marsiglia, Société de statistique d'histoire et d'archéologie de Marseille et de Provence, 1927.
14. ↑   Daniele Vitali, Manufatti in ferro di tipo La Tène in area italiana : le potenzialità non sfruttate, in Mélanges de l'École Française de Rome. Antiquité, vol. 108, n. 2, 1996,  pp. 575-605, DOI:10.3406/mefr.1996.1954.
15. ↑  Sandars 1968, pp. 226-233; Laing 1992, pp. 34-35
16. ↑  NMI, p. 126.
17. ↑  Green 1996, cap. II e III.
18. ↑  Green 1996, pp. 21-26 e 72-73.
19. ↑  Green 1996, pp. 72-79.
20. ↑  Megaw 2001, pp. 10-11.
21. ↑  Laing 1992, pp. 41-42 e 94-95.
22. ↑  Harding 2007, p. 119.
23. ↑  Sandars 1968, p. 233 e cap. IX.
24. ↑  Laing 1992, p. 94.
25. ↑  (EN) Bergquist AK e Taylor TF, The origin of the Gundestrup cauldron, in Antiquity, vol. 61, 1987,  pp. 10-24.
26. 1 2  Demandt 2003, p. 35.
27. ↑  NMI, pp. 127-133.
28. ↑  Garrow 2008, p. 2.
29. ↑  NMI, p. 134.
30. ↑  Laing 1992, pp. 125-130.
31. ↑   Dragonesque brooch, su britishmuseum.org.
32. ↑  NMI, pp. 134 e 172-173.
33. ↑  NMI, pp. 216-219.
34. ↑  (EN) Lord P, Medieval Vision : The Visual Culture of Wales, University of Wales Press, 2003,  p. 25.
35. ↑  (EN) Alcock L, Cadbury Castle : The Early Medieval Archaeology, University of Wales, 1995.
36. ↑  (EN) History of King Doniert's Stone, su www.english-heritage.org.uk.
37. ↑  Walker 2013.
38. ↑  Walker 2013, pp. 12-13.
39. ↑  (EN) International Celtic Art Day, su celticlife.com, 9 giugno 2017 (archiviato dall'url originale il 21 ottobre 2017).
40. ↑   Cooper JC, Enciclopedia illustrata dei simboli, Franco Muzzio, 1987,  p. 304, ISBN 88-7021-661-6.
41. ↑   Arte celtica, in Sapere.it, De Agostini.
42. ↑   Biedermann H, Enciclopedia dei simboli, a cura di Locatelli P, Garzanti, 1991,  p. 557, ISBN 88-11-50458-9.
43. ↑  (FR) Brunaux JL, Les gaulois, Éditions les Belles Lettres, 2008.
44. 1 2 3  Duceppe-Lamarre 2002.
45. ↑  (FR) Rolley C (a cura di), La Tombe princière de Vix, Picard, 2003.
46. ↑  (FR) Gruat P, Un sanctuaire héroïque au cœur des Causses, in l'Archéologue, n. 128, dicembre 2013.
47. ↑  (DE) Hübner E, Statuen galläkischer Krieger in Portugal und Galicien, in Archäologische Zeitung, n. 154, Berlino, Kaiserlich Deutsches Archäologisches Institut, 1861.
48. ↑  (DE) Steinerne Krieger am "Ende der Welt, in Archäologie in Deutschland, vol. 2, 2002,  p. 34.
49. ↑  (FR) De Chazelles CA, Un buste masculin d'époque préromaine découvert à Corconne, in Revue Archéologique de Narbonnaise, n. 24, 1991.
50. ↑  (FR) Gomez de Soto J e Milcent PY, La sculpture de l'âge du fer en France centrale et occidentale, in Document d'archéologie méridionale, n. 25, 2002.
51. ↑  (FR) Salviat F, Entremont antique, Aix-en-Provence, Amis d'Entremont, 1973.
52. ↑  (ES) Martín JL, La escultura segoviana, Segovia, 1992, ISBN 84-606-0909-X.
53. ↑  (EN) Álvarez-Sanchís JR, Oppida and Celtic society in western Spain, in e-Keltoi: Journal of Interdisciplinary Celtic Studies, vol. 6, 2005,  pp. 255-285.
54. ↑  (FR) Guyonvarc'h CJ e Le Roux F, Les Druides, Rennes, Ouest-France Université, coll. « De mémoire d’homme : l’histoire », 1986,  p. 420, ISBN 2-85882-920-9.
55. ↑  (FR) Le sanglier-enseigne gaulois : notice du musée, su musees-aquitaine.com. URL consultato l'8 gennaio 2021 (archiviato dall'url originale il 29 novembre 2008).
56. ↑  (FR) Gilles I, Tarascon de Provence: son existence historique dans l'antiquité et aux premiers siècles du christianisme, Clavel et Chastanier, 1885,  pp. 8-9., cit. in Gutch
57. ↑  (EN) Gutch E, Saint Martha and the Dragon, in Folklore, n. 63, 1952,  pp. 193-203.
58. ↑   Foras na Gaeilge, su focal.ie.
59. ↑  Wilson 1984, p. 118.
60. ↑  (EN) Calkins RG, Illuminated Books of the Middle Ages, Cornell University Press, 1983,  pp. 36-37.
61. ↑  (EN) McNamara M, The Psalms in the Early Irish Church, Continuum International Publishing Group, 2000,  p. 8, ISBN 978-1-85075-925-6.
62. ↑  Kruta 2004, pp. 163-165.
63. ↑  «torque» (sostantivo femminile), Vocabolario Treccani on line, Istituto dell'Enciclopedia italiana
64. ↑  Voce torque su garzantilinguistica.it.
65. ↑  (EN) Whitfield N, The "Tara" Brooch, in Hourihane C (a cura di), From Ireland coming: Irish art from the early Christian to the late Gothic period and its European context, Princeton University Press, 2001,  p. 217, ISBN 0-691-08825-X.
66. ↑  Boardman 1993, p. 308.
67. ↑  (EN) Koch JT, Celtic culture: a historical encyclopedia,  p. 461.
68. ↑  (EN) Coinage in Celtic society, su web.arch.ox.ac.uk, Celtic Coin Index. URL consultato il 3 gennaio 2016 (archiviato dall'url originale il 25 settembre 2006).
69. ↑  (EN) Poste B, Celtic Inscriptions on Gaulish and British Coins,  p. 135.
70. ↑  Demandt 2003, p. 36.
71. ↑  Diodoro Siculo, V

### Fonti primarie
- (GRC) Cassio Dione, Storia romana.
- (LA) Cesare, Commentarii de bello Gallico.
- (GRC) Diodoro Siculo, Bibliotheca historica.
- (LA) Marco Anneo Lucano, Pharsalia.
- (LA) Plinio il Vecchio, Naturalis historia.
- (LA) Tacito, Annales.

### Fonti secondarie
- (EN) Bain G, Celtic Art, The Methods of Construction, Lavishly Illustrated with Line Drawings and Photographs, Dover Publishing, 1973, ISBN 0-486-22923-8.
- (EN) Boltin L (a cura di), Treasures of Early Irish Art, 1500 a.C. to 1500 d.C.: from the collections of the National Museum of Ireland, Royal Irish Academy, Trinity College, Dublin, Metropolitan Museum of Art, 1977.
- (FR) Duceppe-Lamarre A, Unité ou pluralité de la sculpture celtique hallstatienne et laténienne en pierre en Europe continentale du VIIe au Ier s. av. J.C., in Documents d'archéologie méridionale, n. 25, 2002.
- (EN) Garrow D (a cura di), Rethinking Celtic Art, 2008, ISBN 1-84217-318-9.
- (EN) Green M, Celtic art, Reading the Messages, The Everyman Art Library, 1996, ISBN 0-297-83365-0.
- (EN) Harding DW, Archeology of Celtic art, Routledge, 2007, ISBN 0-415-35177-4.
- (EN) Hawkes CFC, review of Early Celtic Art by Paul Jacobsthal, in The Journal of Roman Studies, vol. 37, e, 1947,  pp. 191-198.
- (EN) Jacobsthal P, Early Celtic Art, Oxford, Clarendon Press, 1944.
- (EN) Jacobsthal P, Early Celtic Art, in The Burlington Magazine, vol. 67, 1935,  pp. 113-127.
- (EN) Johns C, The Jewellery of Roman Britain: Celtic and Classical Traditions, Routledge, 1996, ISBN 1-85728-566-2.
- (EN) Laing L [e] J, Art of the Celts, Thames and Hudson, 1992, ISBN 0-500-20256-7.
- (EN) Megaw R [e] V, Celtic Art: From its beginnings to the Book of Kells, Thames & Hudson Ltd, 2001.
- (EN) Raftery B, La Tène Art, in Bogucki PI e Crabtree PJ (a cura di), Ancient Europe 8000 a.C. - 1000 d.C.: Encyclopedia of the Barbarian world, 2004, ISBN 0-684-80668-1.
- (EN) Sandars NK, Prehistoric Art in Europe, Penguin, 1968.
- (EN) Walker S, The Modern History of Celtic Jewellery, Walker Metalsmiths, 2013.
- (EN) Wallace PF e O'Floinn R (a cura di), Treasures of the National Museum of Ireland: Irish Antiquities, ISBN 0-7171-2829-6.
- (EN) Wilson DM, Anglo-Saxon Art: From The Seventh Century To The Norman Conquest, Thames and Hudson, 1984.

### Letture integrative
- (EN) Boardman J, The Diffusion of Classical Art in Antiquity, Princeton University Press, 1993, ISBN 0-691-03680-2.
- Demandt A, I Celti, Bologna, il Mulino, 2003, ISBN 88-15-09306-0.
- Kruta V, La grande storia dei Celti : la nascita, l'affermazione e la decadenza, Newton & Compton, 2004, ISBN 88-8289-851-2.